# Хронология событий 11 сентября 2001 года
Здесь приведена официальная хронология терактов 11 сентября 2001 года в США.
Дано местное нью-йоркское время.

## События

### 5:00
5:01: Пилот-угонщик рейса United Airlines 93 Зияд Джаррах (англ. Ziad Jarrah) звонит пилоту-угонщику рейса United Airlines 175 Марвану аш-Шеххи (англ. Marwan al-Shehhi), предположительно, для подтверждения того, что планы атаки остаются в силе.
5:33: Главарь террористов и пилот-угонщик рейса American Airlines 11 Мухаммед Атта (англ. Mohamed Atta) и Абдулазиз аль-Омари (англ. Abdulaziz al-Omari) выписываются из отеля Comfort Inn в Саут-Портленде (штат Мэн).
5:41: Атта и аль-Омари прибывают в аэропорт Портленда. Атта имеет при себе 2 сумки.
5:43: Распечатаны багажные бирки и билеты для Атты и аль-Омари.

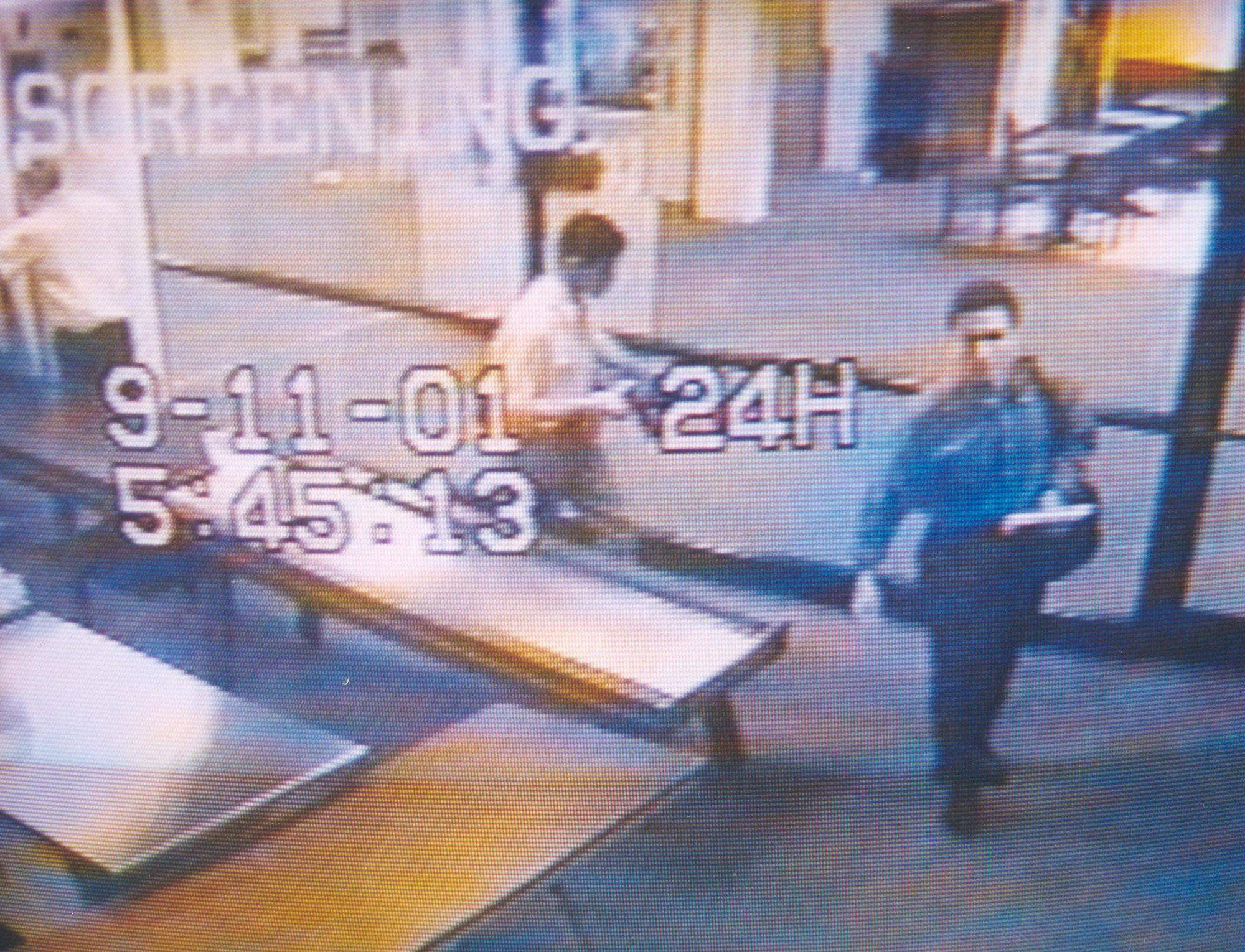
Мухаммед Атта (в синей рубашке) и Абдулазиз аль-Омари в аэропорту Портленда 11 сентября 2001 года в 5:45

### 6:00
6:00: Мухаммед Атта и Абдулазиз аль-Омари вылетают рейсом CJC 5930 на самолёте авиакомпании Colgan Air из Портленда в аэропорт Логан (Бостон, штат Массачусетс).
6:20: Угонщики рейса UA 175 братья Ахмед (англ. Ahmed al-Ghamdi) и Хамза аль-Гамди (англ. Hamza al-Ghamdi) прибывают в Терминал C аэропорта Логан. Ахмед имеет при себе 2 сумки.
6:22: Трое угонщиков рейса American Airlines 77 Халид аль-Михдар (англ. Khalid al-Mihdar), Наваф аль-Хазми (англ. Nawaf al-Hazmi) и Хени Хенджор (англ. Hani Hanjour) выписываются из отеля Marriott (Херндон, Вирджиния) и направляются в международный аэропорт имени Даллеса (в районе Вашингтона).
6:45: Атта и аль-Омари прибывают в аэропорт Логан после 45-минутного перелёта. 
В это же время в аэропорт пребывают трое других угонщиков рейса AA 11 Сатам ас-Суками (англ. Satam al-Suqami) и братья Ваиль (англ. Wail al-Shehri) и Валид аш-Шехри (англ. Waleed al-Shehri). Все трое несут по одной сумке. 
Пилот-угонщик рейса UA 175 Марван аш-Шеххи сдаёт свою сумку на проверку.
6:52: Марван аш-Шеххи  звонит Мухаммеду Атта со станционарного телефона в аэропорту (оба находились в разных терминалах). В ходе разговора, длящегося 3 минуты, террористы подтверждают, что планы атаки остаются в силе.
6:53: Ещё двое угонщиков рейса 175 Файез Банихаммад (англ. Fayez Banihammad) и Моханд аш-Шехри (англ. Mohand al-Shehri) проходят проверку. Банихаммад сдаёт две сумки.

### 7:00
7:03: В международном аэропорту Ньюарк (штат Нью-Джерси) угонщики рейса UA 93 Саид аль-Гамди (англ. Saeed al-Ghamdi) и Ахмед аль-Нами (англ. Ahmed al-Nami) регистрируются на этот рейс. Аль-Нами сдаёт 2 чемодана.
7:15: В аэропорту имени Даллеса двое угонщиков рейса AA 77 Халид аль-Михдар и Маджед Мокид (англ. Majed Moqed) проходят регистрацию на этот рейс.
7:18: Аль-Михдар и Мокид подходят к зоне досмотра. При проходе через рамки у обоих срабатывает предупреждающий сигнал, и террористы подвергаются ручному досмотру.
7:23: Начинается посадка угонщиков рейса UA 175 в самолёт Boeing 767-222. Террористы занимают места в бизнес-классе. Файез Банихаммад и Моханд аш-Шехри занимают места 2A и 2B соответственно.

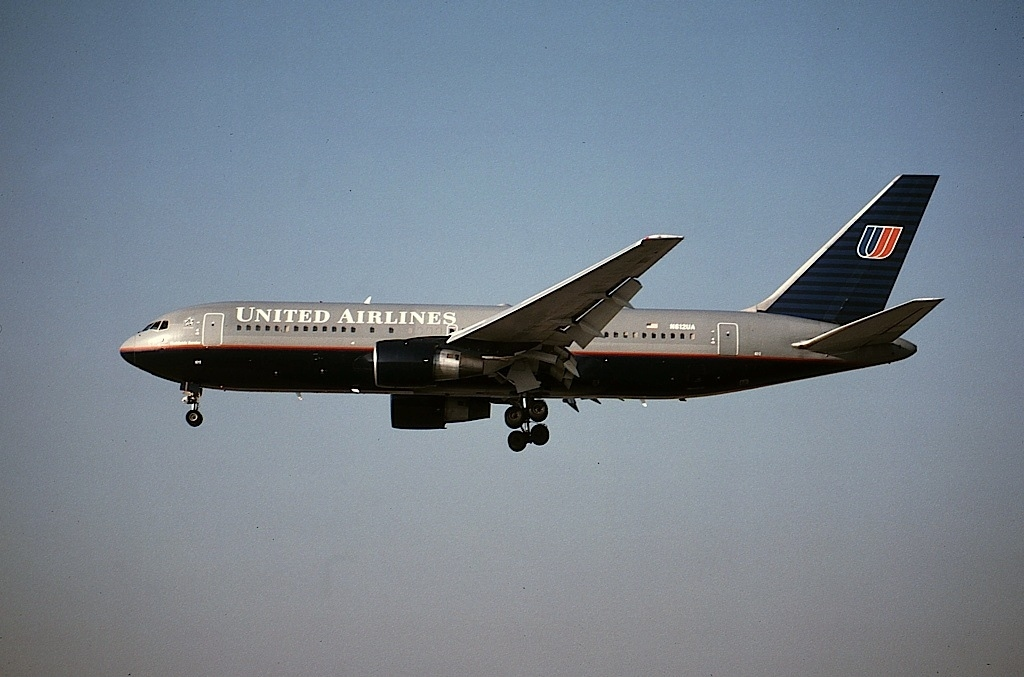
Самолёт Boeing 767-222, выполнявший рейс UA 175, за 1 год и 8 месяцев до теракта

7:24: В аэропорту Ньюарк Ахмед аль-Хазнави (англ. Ahmed al-Haznawi) регистрируется на рейс UA 93 с одним чемоданом. Он единственный из четверых угонщиков данного рейса, кто был отобран для более строгого досмотра программой компьютерного скрининга пассажиров («Computer Assisted Passenger Prescreening System (CAPPS)»). Его багаж был подвергнут более строгому досмотру на наличие взрывчатых веществ, однако «CAPPS» не дала команду на дополнительную проверку пассажира на посадке.
7:27: На рейсе 175 Марван аш-Шеххи и Ахмед аль-Гамди занимают места 6C и 9D.
7:28: Хамза аль-Гамди занимает место 9C.
7:29: Братья Наваф и Салим аль-Хазми (англ. Salem al-Hazmi) регистрируются на рейс AA 77.

Братья Наваф (в синей рубашке) и Салим аль-Хазми в аэропорту имени Даллеса

7:35: Начинается посадка угонщиков рейса AA 11 в самолёт Boeing 767-223ER. Террористы садятся в бизнес-классе. Мухаммед Атта и Абдулазиз аль-Омари занимают места 8D и 8F соответственно.

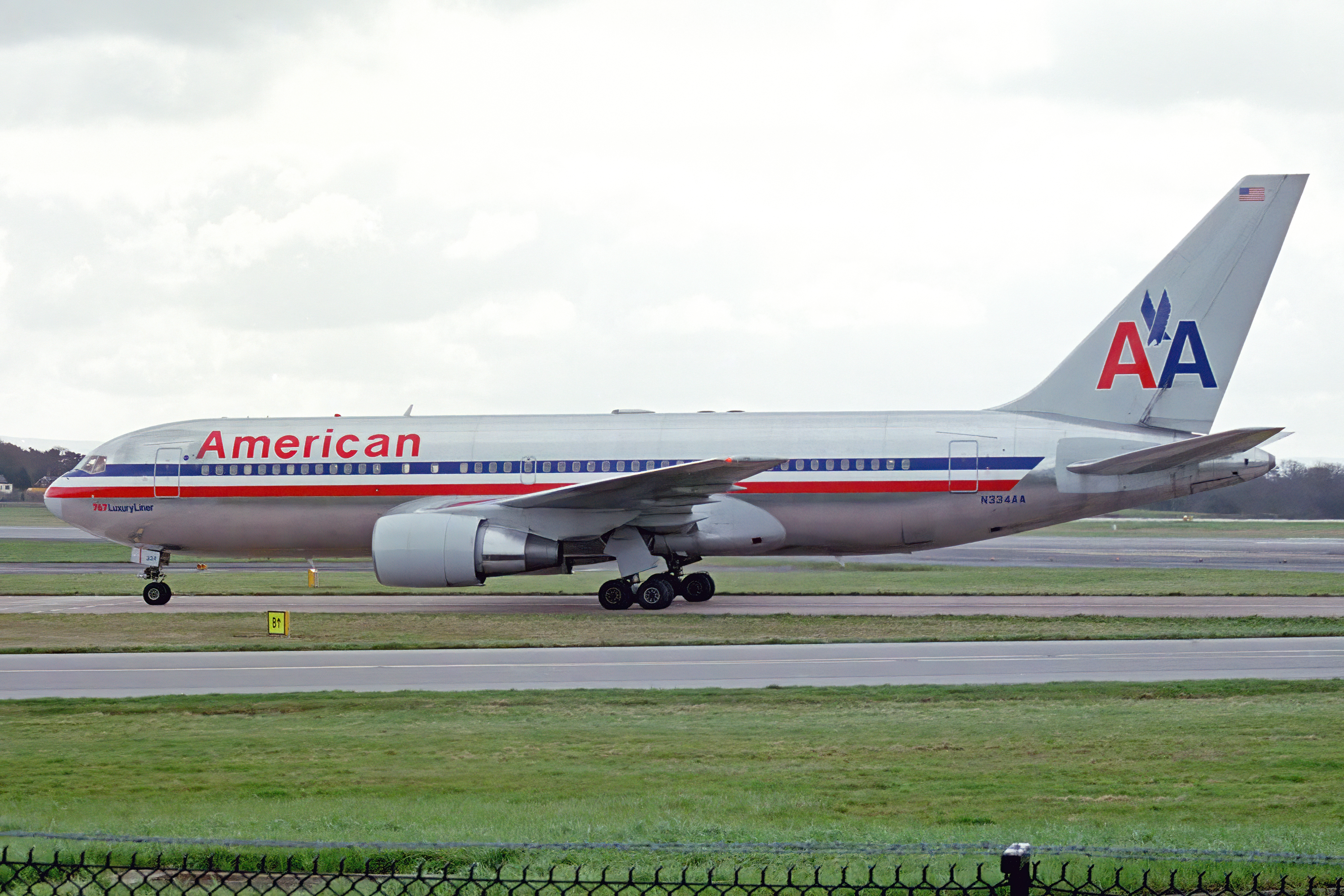
Самолёт Boeing 767-223ER, выполнявший рейс AA 11, за 5 месяцев до теракта

В это же время в аэропорту Даллеса пилот-угонщик рейса 77 Хени Хенджор после регистрации проходит к зоне досмотра. Позже досмотр проходят братья аль-Хазми.
7:39: На борт рейса 11 поднимаются остальные угонщики. Братья аш-Шехри занимают места 2A и 2B, Сатам ас-Суками – 10B. 
В это же время в аэропорту Ньюарк пилот-угонщик UA 93 Зияд Джаррах регистрируется без багажа. 
Начинается посадка угонщиков рейса UA 93 в самолёт Boeing 757-222, террористы также садятся в бизнес-классе. Саид аль-Гамди и Ахмед аль-Хазнави занимают места 6B и 3D соответственно.

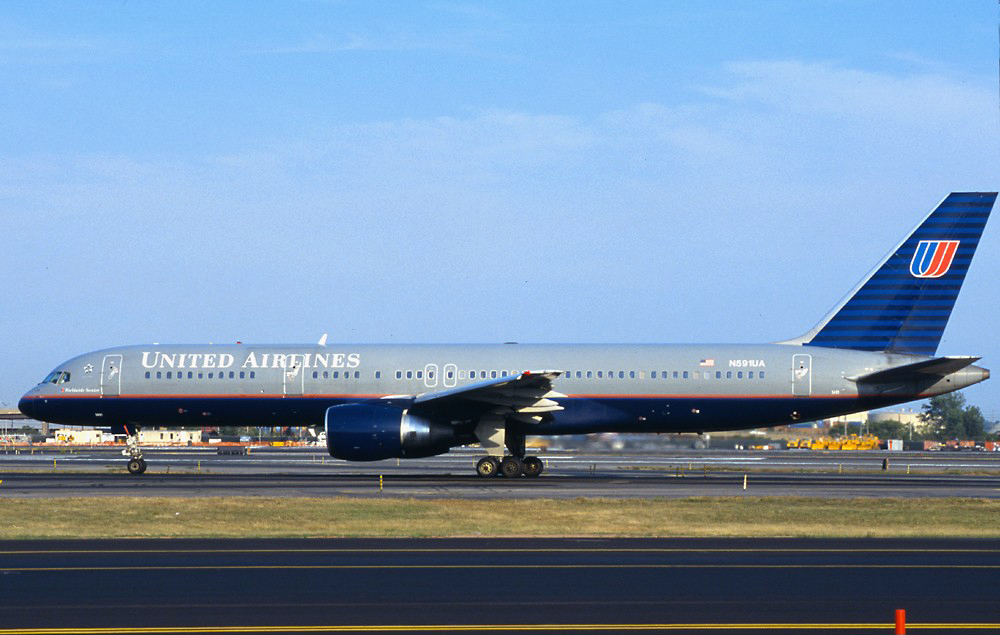
Самолёт Boeing 757-222, выполнявший рейс UA 93, за 3 дня до теракта

7:40: Ахмед аль-Нами занимает место 3C.
7:48: Зияд Джаррах занимает место 1B.
7:50: Начинается посадка угонщиков рейса AA 77 в самолёт Boeing 757-223. Мокид и Аль-Михдар садятся в экономклассе, заняв места 12A и 12B. Позже Хенджор занимает место 1B (в бизнес-классе), братья Аль-Хазми — места 5E и 5F (также в бизнес-классе)

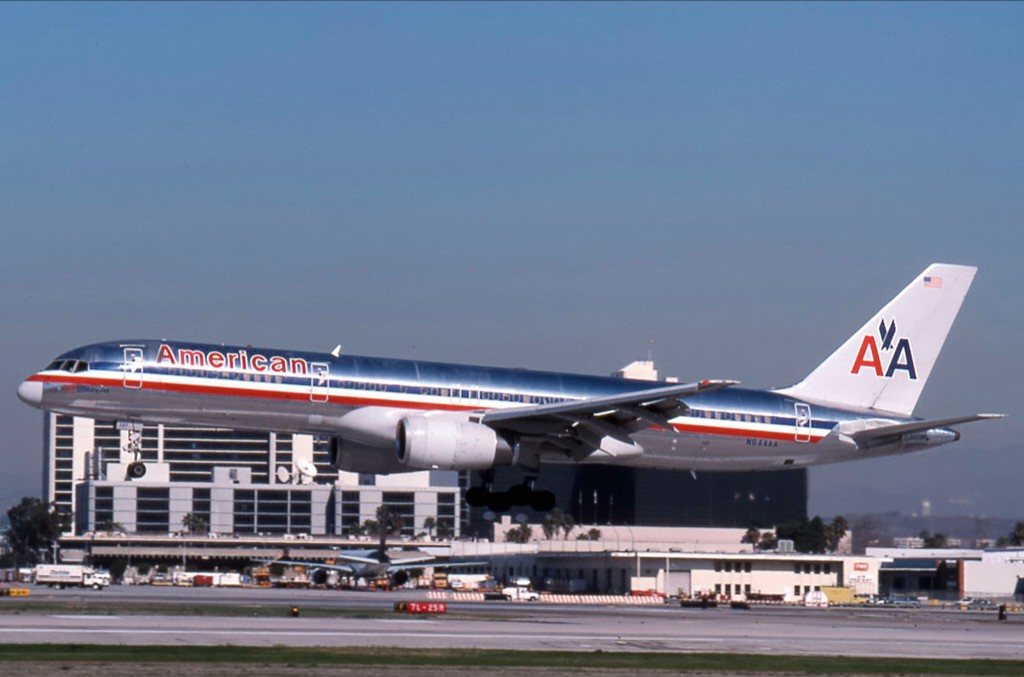
Самолёт Boeing 757-223, выполнявший рейс AA 77, за 2 года и 7 месяцев до теракта

7:59: Самолёт Boeing 767-223ER рейса AA 11 вылетает из международного аэропорта Логан с 14-минутной задержкой, направляясь в Лос-Анджелес. На борту 92 человека (11 членов экипажа и 81 пассажир, в том числе 5 террористов).

### 8:00
8:05: Самолёт Boeing 767-332ER, выполняющий рейс Delta Air Lines 1989, вылетает из аэропорта Логан, направляясь в Лос-Анджелес. На борту 155 человек.

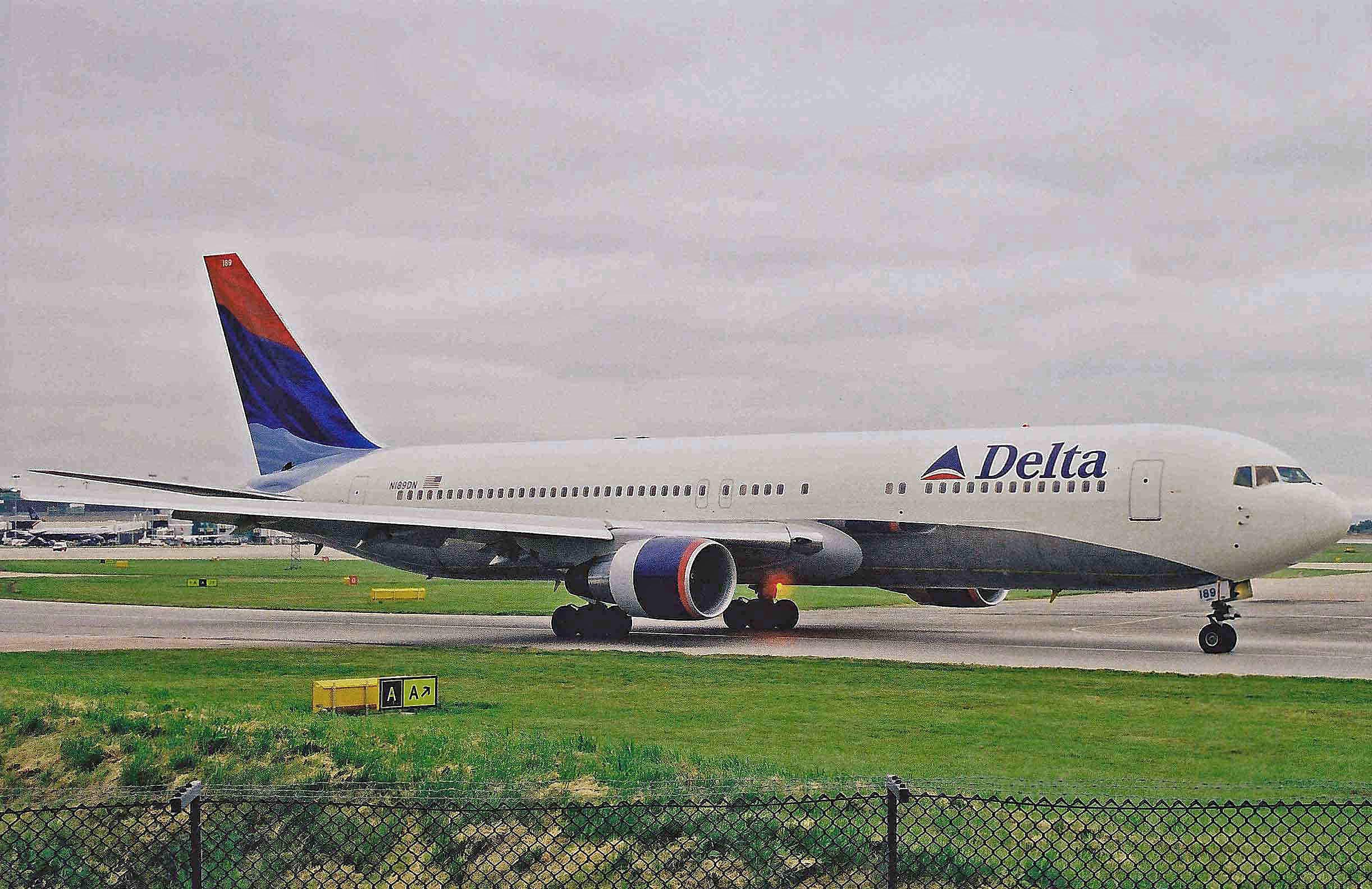
Самолёт Boeing 767-332ER за год до инцидента

8:13:29: Пилоты рейса 11, пролетая над центральным Массачусетсом на эшелоне FL260 (7900 метров), совершают поворот 20° вправо и сообщают об этом в Бостонский центр управления воздушным транспортом (англ. Boston Air Route Traffic Control Center). Это была последняя радиопередача от пилотов с данного самолёта.
8:13:47: ARTCC Бостона даёт команду экипажу рейса AA 11 набрать крейсерский эшелон FL360 (10 950 метров), но её никто не выполняет.
8:14: Самолёт Boeing 767-222 рейса UA 175 с 14-минутной задержкой вылетает из аэропорта Логан, также направляясь в Лос-Анджелес. На борту находятся 65 человек (9 членов экипажа и 56 пассажиров, в том числе 5 террористов).

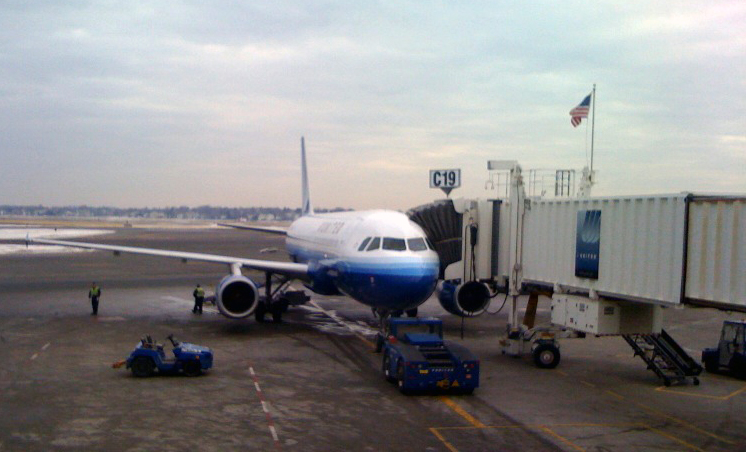
Американский флаг, установленный в настоящее время над терминалом C19 в аэропорту Логан, откуда в свой последний полёт отправился рейс UA 175

Авиадиспетчеры Бостона безуспешно пытаются связаться с рейсом 11.
Комиссия 9/11 считает, что именно в это время произошёл захват самолёта. Предположительно, братья аш-Шехри нанесли ножевые ранения бортпроводникам, затем проникли в кабину пилотов. Мухаммед Атта взял на себя управление захваченным авиалайнером. Пассажир Даниэль Левин (англ. Daniel Lewin), ранее служивший в израильской армии, возможно, попытался противостоять террористам (Левин занимал место 9B в бизнес-классе, Атта и аль-Омари сидели перед ним), но был убит Сатамом ас-Суками, который сидел сзади него.
8:16: Рейс 11, находясь на эшелоне FL290 (8850 метров), сходит с курса. 
8:19: Стюардесса рейса 11 Бэтти Онг (англ. Betty Ong) сообщает по бортовому телефону в офис авиакомпании American Airlines: «Кабина пилотов не отвечает, кого-то зарезали в бизнес-классе, и я думаю, они применили слезоточивый газ, мы не можем дышать, я не знаю, выглядит так, как будто мы захвачены.» Позже она сообщает, что ранены две стюардессы.
8:20: Диспетчеры бостонского центра управления решают, что рейс 11, возможно, захвачен угонщиками.
В это же время самолёт Boeing 757-223 рейса AA 77 вылетает из аэропорта имени Даллес с 10-минутной задержкой, направляясь в Лос-Анджелес. На борту 64 человека (6 членов экипажа и 58 пассажиров, в том числе 5 террористов).
8:21: Транспондер рейса 11 выключается, но самолёт остаётся на экранах обзорных радаров как отметка без дополнительной информации.
8:23:38: Диспетчеры слышат радиопередачу: «У нас есть несколько самолётов. Просто сидите тихо, и с вами всё будет в порядке. Мы возвращаемся в аэропорт». Вероятно, Мухаммед Атта хотел сделать объявление пассажирам, но по ошибке нажал кнопку, подключающую микрофон к радио, вместо внутрисалонной связи.

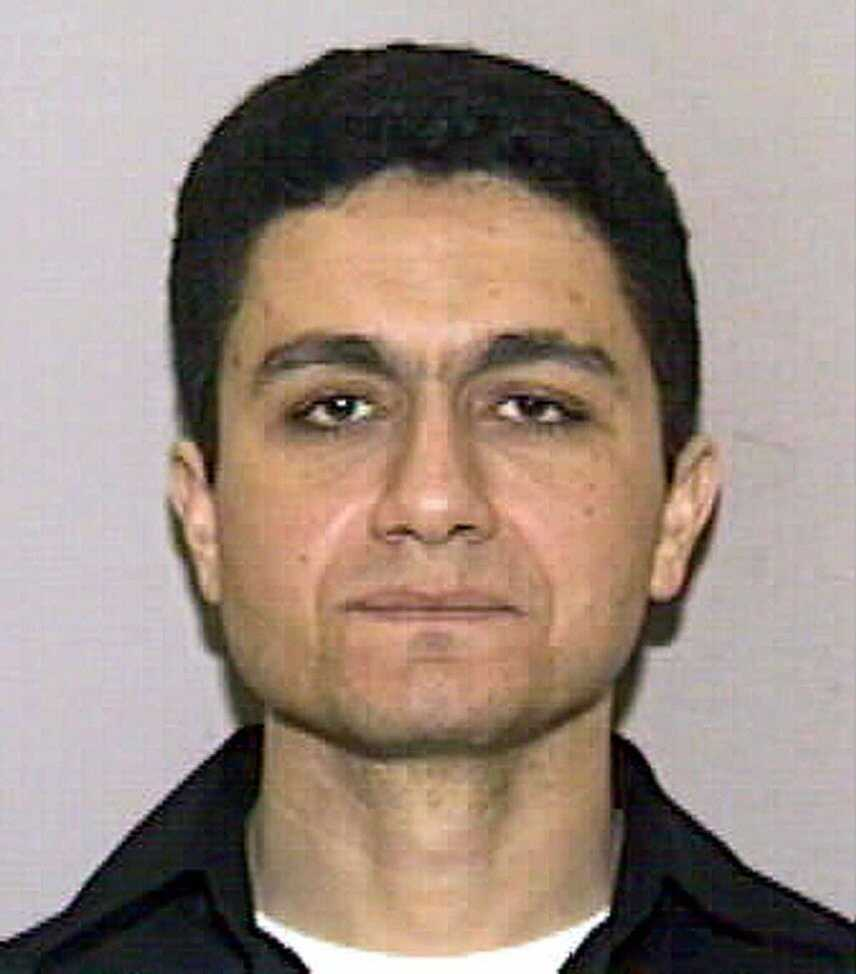
Мухаммед Атта, пилот-угонщик рейса AA 11

8:24:56: Мухаммед Атта делает второе объявление: «Никому не двигаться! Всё будет в порядке! Если вы попытаетесь сделать что-либо, вы подвергнете опасности себя и самолёт. Просто сидите тихо!» Передачу вновь слышат диспетчеры.
8:25: Диспетчеры бостонского центра предупреждают другие центры управления воздушным движением о захвате рейса 11. С другой стороны, «Объединённое Командование ПВО Северо-американского континента» (NORAD) до сих пор не оповещено.
В это же время стюардессе Эми Суини (англ. Amy Sweeney) с третьей попытки удается дозвониться до бостонского офиса American Airlines. Стюардесса сообщает, что самолет захвачен, в первом классе лежит мужчина с перерезанным горлом, ножевые ранения также получили два бортпроводника, один в тяжелом состоянии. Связи с кабиной пилотов нет. На третьей минуте разговора связь прерывается.
8:26: Мухаммед Атта совершает разворот на 100° на юг и направляется в сторону Нью-Йорка.
8:32: Последний разговор Эми Суини с бостонским аэропортом, в ходе которого она описывает угонщиков как выходцев с Ближнего Востока и называет места, которые они занимали в салоне до захвата. Один очень плохо говорит по-английски, другой, напротив, хорошо. Также она добавляет, что самолет начал резко снижаться.
8:33:59: Третья передача с рейса 11 голосом Мухаммеда Атты: «Никому не двигаться, пожалуйста! Мы возвращаемся в аэропорт. Не пытайтесь сделать каких-либо глупостей.»
8:34: Бостонский центр связывается с авиабазой Отис Национальной Гвардии США и сообщает о захвате рейса 11.
8:37: Пилот рейса 175 сообщает диспетчеру о наблюдении рейса 11 в 10 милях (16 км) к югу.
8:37:08: Рейс 11 начинает снижение с эшелона FL290 с вертикальной скоростью 16 м/с.
8:37:52: Бостонский центр оповещает Восточный Сектор ПВО (NEADS), северный сектор NORAD о захвате рейса 11, это первое оповещение американских военных о захвате. Диспетчер запрашивает помощь в перехвате самолёта.

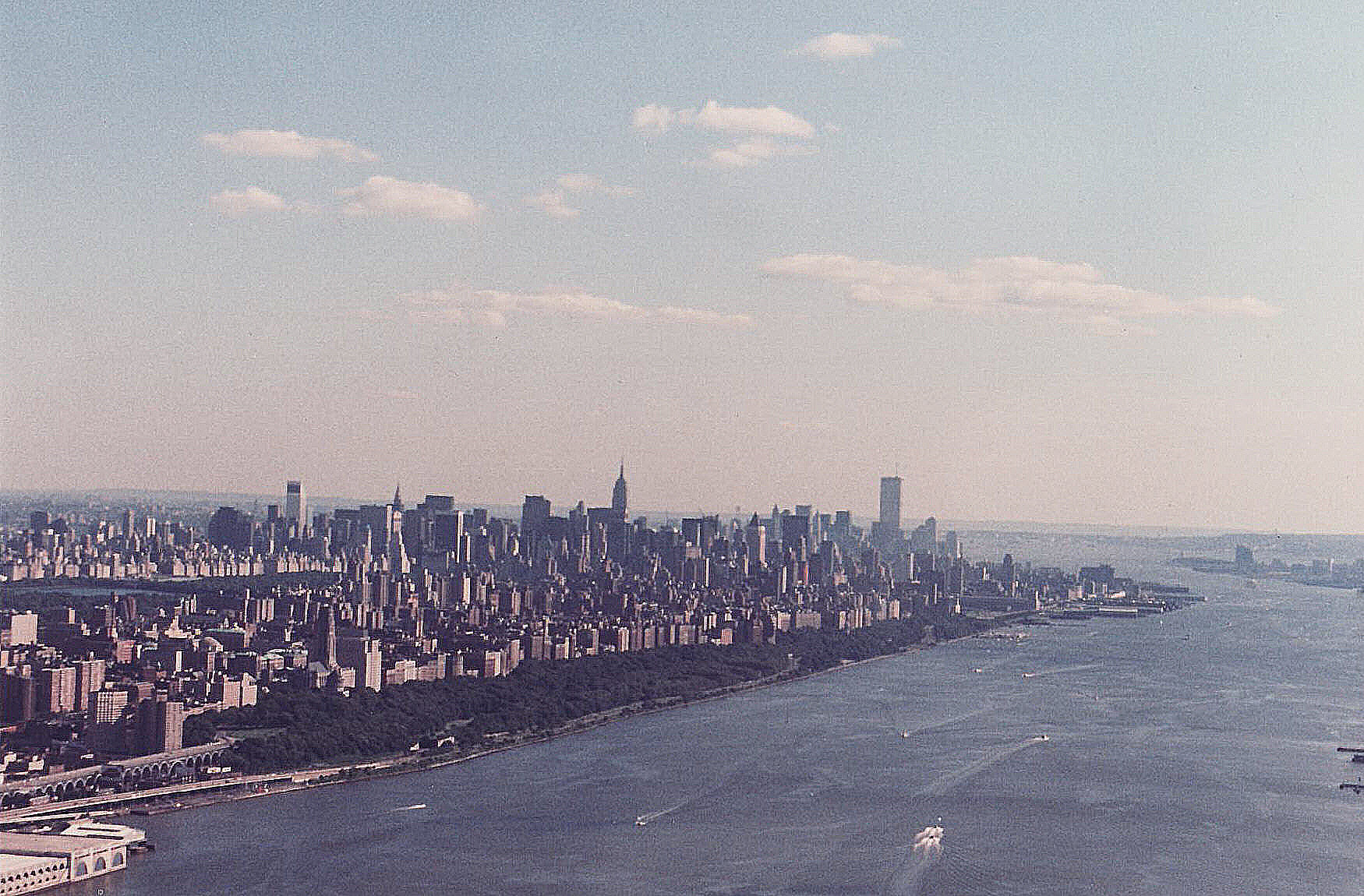
Вид на Манхэттен и башни ВТЦ из кабины самолёта, летящего приблизительно по маршруту рейса AA 11.

8:41: Нью-Йоркский центр управления воздушным движением запрашивает информацию о рейсе 11 по радио. Рейс 175 отвечает: «… мы слышали странную передачу в тот момент, когда вылетали из Бостона. Было слышно, как кто-то нажал на кнопку микрофона и сказал — „все оставайтесь на своих местах“.» Нью-Йоркский центр подтверждает приём этого сообщения.
8:42: Самолёт Boeing 757-222 рейса UA 93 вылетает из аэропорта Ньюарк с 42-минутной задержкой (из-за большой загрузки аэропорта), направляясь в Сан-Франциско. На борту 44 человека (7 членов экипажа и 37 пассажиров, в том числе 4 террориста).

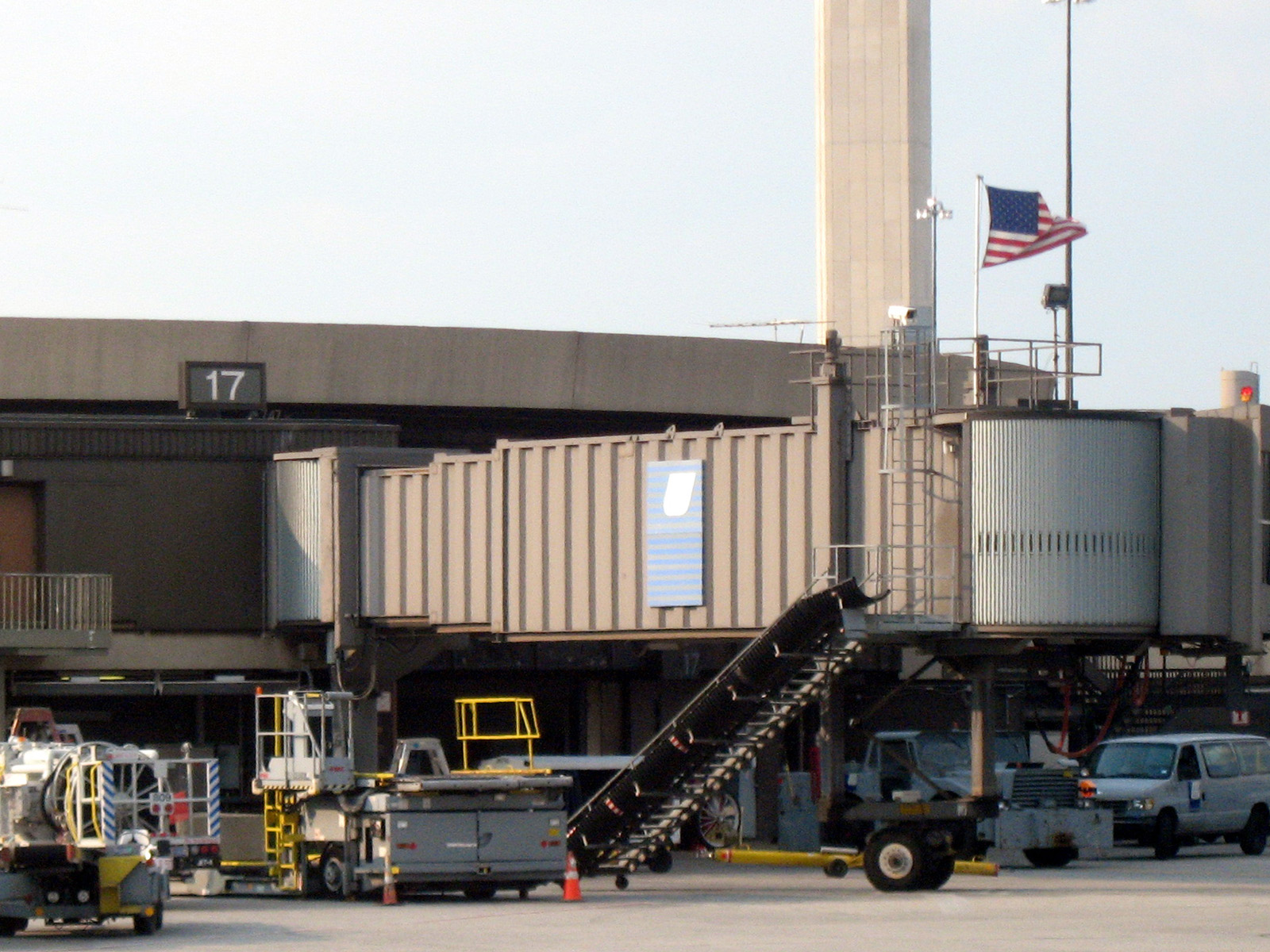
Американский флаг, установленный в настоящее время над терминалом А17 в аэропорту Ньюарк, откуда в свой последний полёт отправился рейс UA 93

8:42 — 8:46 (приблизительно): Захват рейса 175 (по данным комиссии 9/11). Согласно «Flight 175: As the World Watched», Файез Банихаммад и Моханд Аш-Шехри убивают обоих пилотов, братья Аль-Гамди сгоняют всех пассажиров и бортпроводников в хвостовую часть самолёта, а Марван Аш-Шеххи берёт управление захваченным лайнером.
8:44: Эми Суини сообщает по телефону в офис American Airlines в Бостоне: «Что-то не так. Мы снижаемся очень быстро…» Минутой позже её просят описать, что она видит через окно. Она отвечает: «Я вижу воду. Я вижу здания…» После небольшой паузы она сообщает: «Мы летим низко. Мы летим очень, очень низко. Мы летим слишком низко.» Несколькими секундами позже она медленно произносит: «О, Боже!» Звонок прерывается громкими устойчивыми помехами.
8:46: Два истребителя F-15 находятся в полной готовности на авиабазе Отис в Массачусетсе, намереваясь перехватить рейс 11. Поскольку транспондер рейса 11 выключен, пилоты ВВС не знают направления, по которому им надо следовать для перехвата. Следующие несколько минут Восточный Сектор ПВО тратит в ожидании что радарный контакт с рейсом 11 возобновится.
8:46:40: Самолёт Boeing 767-223ER рейса AA 11 под управлением Мухаммеда Атты на скорости приблизительно 440 миль в час (710 км/ч) врезается в северную сторону Северной башни ВТЦ (1 WTC). Удар происходит на уровне 93–99 этажей. Самолёт практически целиком уходит внутрь здания, пробивая его до середины, где находятся силовые конструкции, и перерезает все три лестничных колодца, засыпая их обломками. Мощная ударная волна проходит по зданию до самой земли и обратно. 38 000 литров авиационного керосина, перемешанные с обломками самолёта и здания, создают огромный пожар. Люди, находящиеся ниже зоны удара, эвакуируются из здания. Люди, оказавшиеся выше, не могут этого сделать из-за того, что все лестницы перерезаны.

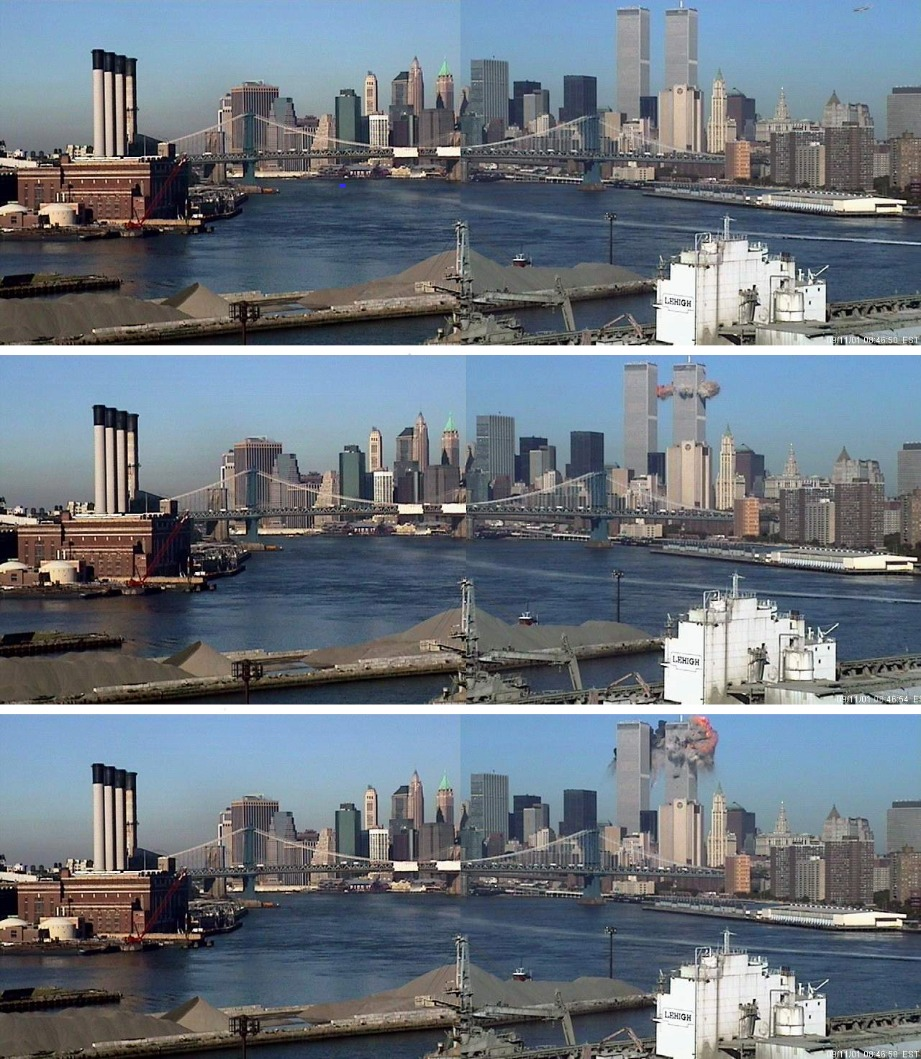
Рейс AA11 врезается в Северную башню ВТЦ (кадры с камер, установленных в Бруклине)

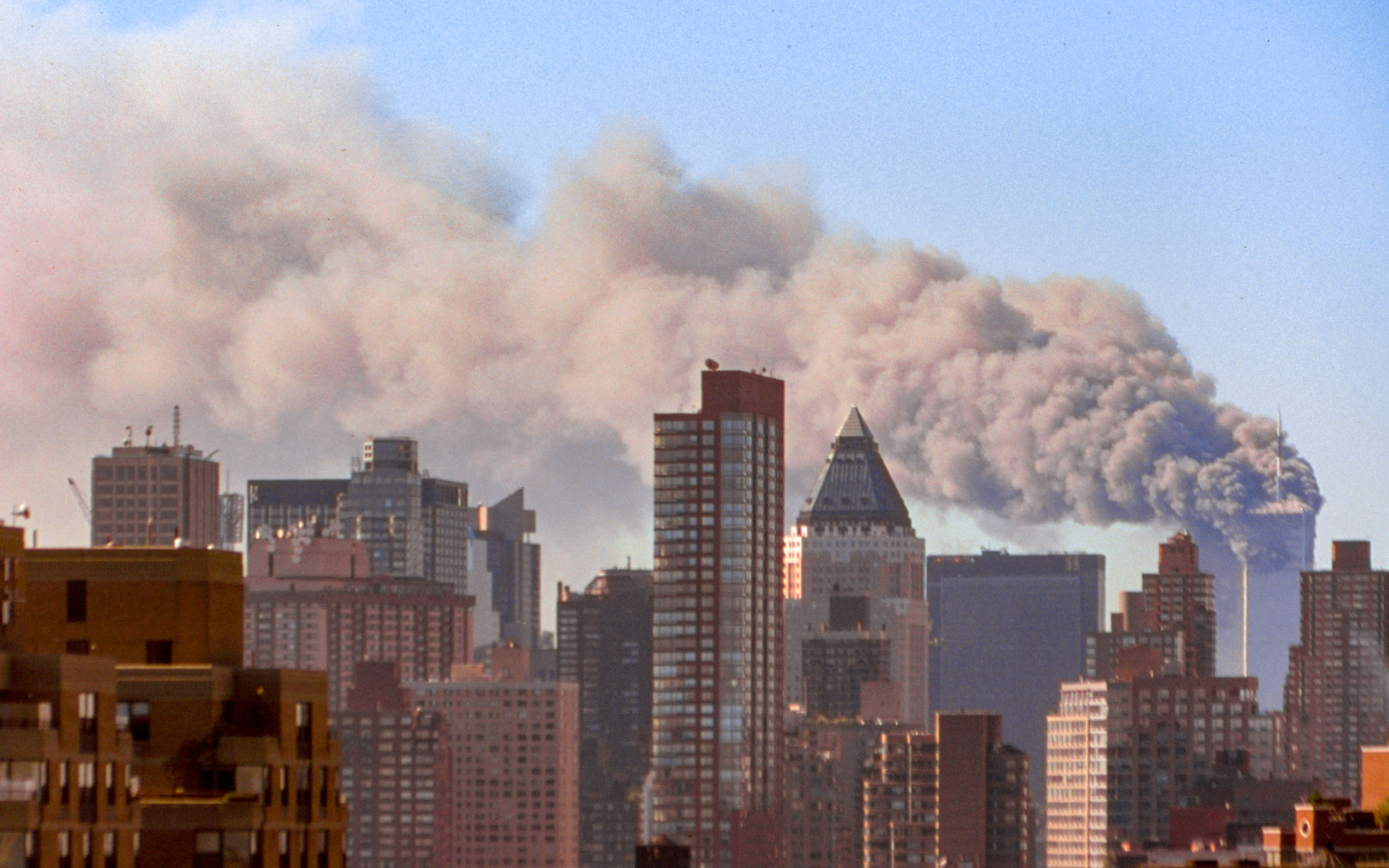
Северная башня ВТЦ через несколько минут после тарана

Пожар в Северной башне через несколько минут после столкновения

8:46 — 10:28: Как минимум сто человек (некоторые источники указывают 250 человек), оказавшиеся выше зоны крушения на верхних этажах, спрыгивают вниз. Некоторые свидетели говорят об обрушении значительной части пола на одном из этажей северной башни около зоны удара, что заставило многих думать, что здание начинает рушиться. Пожарный Дэниэл Сур (англ. Daniel Suhr) на земле погибает от того, что выпрыгнувший человек падает прямо на него. Скорость падения людей в момент столкновения с землёй составляла около 250 км/ч, при этом время падения составляло около 10 секунд.

Одно из наблюдаемых падений из горящих башен ВТЦ

Фотография погибшего пожарного Дэнни Сура, на которого упал человек с Южной башни

8:47: Сигнал транспондера рейса 175 меняется дважды в течение минуты. Самолёт начинает сходить с маршрута.
8:48:08: Самый первый телевизионный репортаж о происходящих событиях местной телекомпании WNYW начинается меньше, чем через две минуты после попадания самолёта в Северную башню. Они засняли, как самолет таранит башню. Съёмочная группа компании находилась практически на месте событий в связи с выборами мэра города.
8:49:34: Начинается репортаж о событиях телекомпании CNN. 
8:50: Восточный Сектор ПВО (NEADS) оповещается, что самолёт врезался в ВТЦ в то время, когда они пытались обнаружить его на своих радарах.
8:50:51: Последняя радиопередача с рейса 77.
8:51 — 8:54 (приблизительно): Захват рейса 77 (по данным комиссии 9/11). Согласно сообщениям пассажиров захваченного самолёта, угонщики имели при себе ножи и ножницы, но никого не убивали. Скорее всего, террористы согнали всех в хвостовую часть самолёта. Хени Хенджор берёт на себя пилотирование.
8:51: Диспетчер нью-йоркского центра управления воздушным движением замечает, что код ответчика рейса 175 менялся дважды в течение предыдущих четырёх минут; он пытается связаться с самолётом.
8:52: Бортпроводник рейса 175 связывается с офисом авиакомпании United Airlines в Сан-Франциско, сообщая, что самолёт захвачен, оба пилота убиты, ранен бортпроводник, и вероятно, похитители управляют самолётом.
В это же время пассажир захваченного самолёта Питер Хансон (англ. Peter Hanson) звонит своему отцу Ли Хансону (англ. Lee Hanson): «Я думаю, что они захватили кабину. Стюардессу зарезали и может ещё кого-то убили впереди. Самолёт делает странные движения. Позвони в United Airlines, скажи им, что это рейс 175 Бостон–Лос-Анджелес.» Ли Хансон не смог дозвониться в авиакомпанию и позвонил в полицию.
8:53: Взлетают два F-15 с авиабазы Отис. По-прежнему не имея направления для перехвата рейса 11 (и будучи не оповещены, что он уже врезался в здание), они посылаются в военное воздушное пространство над Лонг-Айлендом с приказом патрулировать там между 9:09 и 9:13.
8:54: Рейс 77, пролетая над округом Пайк (штат Огайо), изменяет курс, разворачиваясь на юг.
8:55 (приблизительно): По сети публичного оповещения Южной башни ВТЦ передаётся официальное сообщение администрации здания, в котором сообщается что здание «безопасно» и работникам предлагается вернуться на свои рабочие места. Некоторые не слышали этого сообщения, некоторые проигнорировали его и покинули здание, многие находящиеся в здании люди покинули свои рабочие места и собрались в общих помещениях, таких как лобби на 78 этаже.
8:55: Президент США Джордж Буш находится в начальной школе им. Эммы Букер в Сарасоте (Флорида) в процессе запланированного визита, когда старший советник президента Карл Роув сообщает ему, что небольшой двухмоторный самолёт врезался в здание ВТЦ. Президент связывается со своим советником по национальной безопасности Кондолизой Райс, находящейся в Белом доме; она сообщает ему, что это был коммерческий авиалайнер.
В это же время руководитель УВД Нью-Йорка получает известие о захвате рейса 175.
8:56: Ответчик рейса 77 выключается, контакт на первичном обзорном радаре также потерян. Вне поля зрения радара лайнер поворачивает на восток. В течение следующих 36 минут рейс 77 летит, неотслеживаемый диспетчерами.
8:58: Марван аш-Шеххи завершает разворот в сторону Нью-Йорка, направляет рейс 175 в город и начинает снижаться с высоты 9500 метров над Нью-Джерси со скоростью более 1500 м/мин.

### 9:00
9:00: Ли Хенсон в Коннектикуте получает второй звонок от своего сына Питера: «Всё плохо, отец. Стюардессы ранены. У них (угонщиков), похоже, ножи и газ. Они говорят, что у них есть бомба. Ситуация в самолёте очень плохая. Пассажиры в панике, некоторым плохо. Самолёт делает резкие движения. Я не думаю, что это пилот управляет самолётом. Я думаю, что мы идём вниз. Я думаю, что они собираются лететь в Чикаго или ещё куда-нибудь и врезаться в здание. Не волнуйся, папа. Если это произойдет, это будет очень быстро. Боже мой, боже мой». Звонок прерывается в тот момент, когда Ли Хенсон слышит женский крик.
9:01: Нью-йоркский центр управления воздушным движением связывается с нью-йоркским диспетчером подхода и просит оказать содействие в определении местонахождения рейса 175.
9:03: Президент Буш входит в класс, как запланировано в программе визита в школу.
Нью-йоркский центр управления воздушным движением информирует Восточный Сектор ПВО о том, что рейс 175 захвачен.
9:03:02: Самолёт Boeing 767-222 рейса UA 175 под управлением Марвана аш-Шеххи на скорости около 587 миль в час (945 км/ч) врезается в южную сторону Южной башни ВТЦ (2 WTC). Удар происходит на уровне 77–85 этажей. В это время несколько телевизионных компаний ведут прямой репортаж с места событий, миллионы людей наблюдают попадание самолёта в здание в прямом эфире. Части самолёта пробивают здание насквозь и вылетают с восточной и северной стороны, некоторые из них упали на землю в шести кварталах от здания. Начинается полная эвакуация всех, кто находился в Южной башне ниже зоны попадания самолёта. Одна из лестниц Южной башни остаётся не заблокированной в зоне попадания, но лестничный колодец заполнен дымом. Из-за этого многие люди из верхних этажей поднимаются на крышу, вместо того, чтобы спуститься по этой лестнице. Попадание вызывает перебои в работе телевизионных станций, поскольку на Южной башне располагались студии, передатчики и антенное оборудование.
Стэнли Праймнат (англ. Stanley Praimnath), находящийся на 81 этаже здания, незадолго до тарана успевает заметить самолёт, летящий прямо на него. За мгновение до столкновения Праймнат успевает спрятаться под письменный стол. Крыло самолёта полностью разрушает его офис. Праймната заваливает обломками. Его крики слышит Брайан Кларк (англ. Brian Clark) с 84 этажа и впоследствии вместе с группой коллег помогает ему выбраться. Кларк и Праймнат стали двумя из 18 человек, выбравшихся из здания по пожарной лестнице.

Рейс 175 подлетает к Южной башне за несколько секунд до столкновения

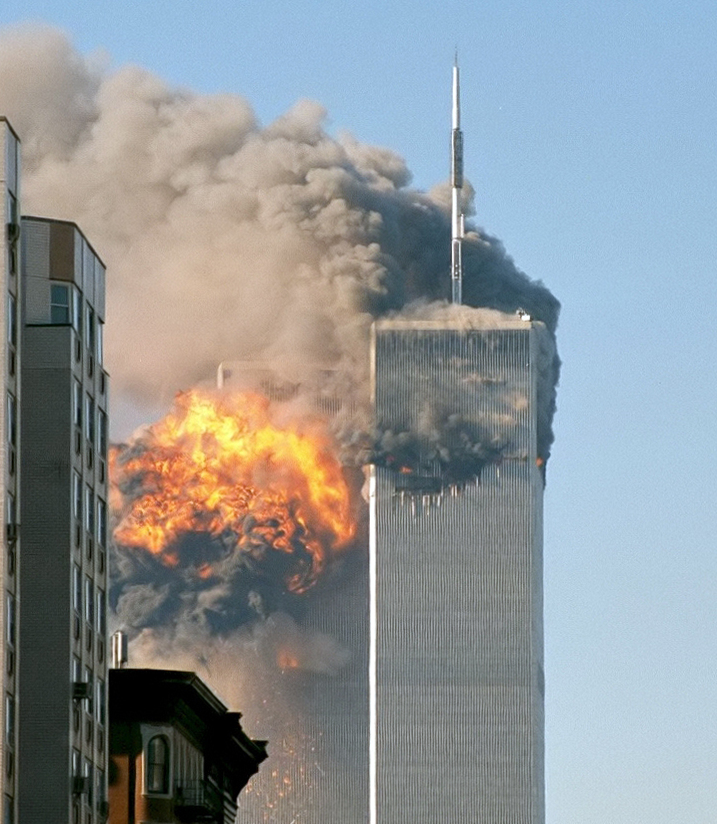
Момент столкновения рейса UA 175 с Южной башней (кадр с северной стороны)

Момент столкновения рейса UA 175 с Южной башней (кадр с северо-восточной стороны)

Пожар в Южной башне

9:04 (приблизительно): Бостонский центр управления воздушным движением приостанавливает все вылеты из аэропортов в своей зоне ответственности, и южнее, в штате Нью-Йорк.
9:05: После краткого представления школьникам, президент Буш начинает читать им «The Pet Goat», когда Начальник штаба Белого дома Эндрю Кард прерывает его, тихо сообщая: «Второй самолёт врезался во вторую башню. Америка атакована». Президент решает продолжить чтение, для того, чтобы не вызывать беспокойства у школьников.
В это же время радарный контакт с рейсом 77 восстанавливается, но диспетчеры ошибочно пытаются найти самолёт к западу от последней замеченной позиции, между тем как он находится на востоке от неё.
9:06: ФАА запрещает вылеты всех самолётов, направляющихся в Нью-Йорк или маршрут которых пролегает через его воздушное пространство, то же касается Бостона и Вашингтона. Запрет распространяется на аэропорты северо-востока страны.
9:08: ФАА запрещает вылеты всех самолётов, чей маршрут пролегает в воздушном пространстве Нью-Йорка, по всей стране.
9:13: Истребители F-15 с авиабазы Отис покидают военное воздушное пространство около Лонг Айленда, и проходят над Манхэттеном.

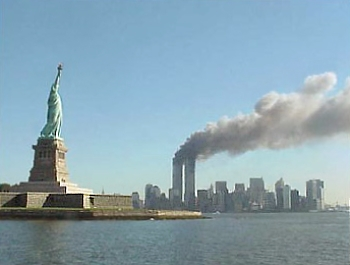
Вид на охваченный пожаром Всемирный торговый центр (на переднем плане Статуя Свободы)

9:15 (приблизительно): Президент Буш покидает класс, и направляется в другое помещение школы, уже подготовленное для него Секретной Службой. Там уже находится телефон, телевизоры, показывающие новостные передачи, и несколько человек из руководства страны. Президент связывается с вице-президентом Диком Чейни, с Кондолизой Райс, губернатором штата Нью-Йорк Джорджем Патаки, директором ФБР Робертом Мюллером.
9:15: Программа Today канала NBC сообщает, что по неподтверждённым сведениям, поступившим от сотрудников United Airlines самолёт American Airlines был захвачен прежде чем врезался в здание.
9:16 – 9:26: Пассажирка рейса 77 Барбара Олсон (англ. Barbara Olson) звонит своему мужу Теодору Олсону (англ. Theodore Olson) и сообщает, что самолёт захвачен, у угонщиков с собой ножи и ножницы, и они переместили всех в хвостовую часть самолёта.
9:17: Корреспондент CBS News Джим Стюарт указывает на Усаму бен Ладена, как на возможного подозреваемого.

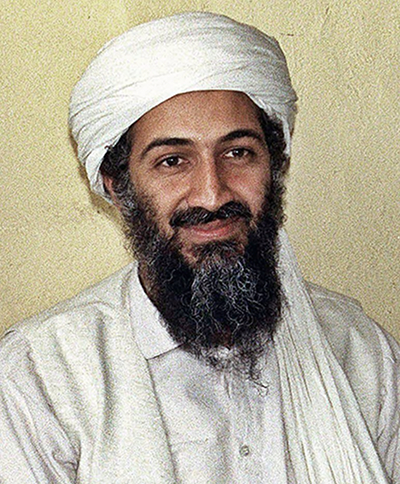
Усама бен Ладен, 1997 год

В это время в 911 поступает звонок от Мелиссы Дои (англ. Melissa Doi), находящейся на 83 этаже южной башни. Звонок длится 24 минуты. Женщина жалуется на плохую видимость из-за пожара, сильную жару и затруднённое дыхание, оператор пытается её успокоить. В ходе разговора Дои указывает на голоса, доносящиеся с нижних этажей. Скорее всего, это был командир пожарного батальона Орио Палмер (англ. Orio Palmer) и несколько его коллег, добравшихся до 78 этажа.
9:18: CNN ссылается на ложную информацию в первый раз, заявив, ФБР расследует доклад захвата самолёта с заголовком: «А. П.: Самолёт был захвачен до аварии».
9:19: Диспетчер авиакомпании United Airlines Эдвард Баллинджер (англ. Edward Ballinger) начинает рассылать через систему ACARS текстовые предупреждения экипажам всех самолётов компании в связи с терактами в Нью-Йорке.
9:22: Мелоди Хомер (англ. Melodie Homer) (жена второго пилота рейса 93 Лероя Хомера-младшего (англ. LeRoy Homer Jr.) узнаёт об атаке на ВТЦ и отправляет ему сообщение ACARS с просьбой сообщить, что у него всё в порядке.
9:24: ФАА уведомляет Восточный Сектор ПВО о возможном захвате рейса 77. ФАА и NORAD устанавливают постоянный канал связи для взаимодействия в рамках развивающейся ситуации.
В это же время рейс 93 принимает текстовое сообщение от авиадиспетчера Эдварда Баллинджера: «Остерегайтесь вторжения в кабину — два самолёта врезались в Всемирный торговый центр».
9:25: F-15 начинают патрулировать небо над Манхэттеном.
В ситуационном центре Белого дома начинается видеоконференция с участием ЦРУ, ФБР, Госдепартамента, Департамента Юстиции, Департамента Обороны, а также ФАА.
9:26: ФАА запрещает взлёты всех самолётов вне зависимости от их пунктов назначения и маршрутов. Все военные базы в США получают приказ повысить уровень готовности до статуса «Дельта».
В это же время командир воздушного судна на рейсе 93 Джейсон Даль (англ. Jason Dahl) просит Баллинджера подтвердить последнее сообщение.
9:28: Захват рейса 93. Террористы штурмуют кабину пилотов.
9:28:17: В УВД Кливленда слышат радиопередачу с рейса 93: сигнал бедствия «Mayday» на фоне звуков борьбы и крики: «Mayday! Mayday! Уходите!» Впоследствии Мелоди Хомер (жена второго пилота Лероя Хомера-младшего), прослушав аудиозапись с сигналом бедствия, опознала своего мужа по голосу.
9:28:50: Второй сигнал бедствия с самолёта. Лерой Хомер-младший в кабине кричит: «Mayday! Убирайтесь отсюда! Мы все здесь умрём!»
9:29: Президент Буш делает первое публичное заявление относительно террористической атаки, перед учениками и учителями школы, в которой он находится. Никто из группы, находящейся с президентом, не имеет информации о других захваченных самолётах.
В это же время пилот захваченного рейса 77 Хени Хенджор отключает автопилот и начинает управлять самолётом вручную.
9:30: Первые звонки пассажиров захваченного рейса 93.
Томас Бернетт-младший (англ. Thomas Burnett Jr.) звонит своей жене: «Угонщики уже зарезали одного парня. У одного из них пистолет. Они говорят нам, что на борту бомба.»
9:31:57: В УВД Кливленда слышат радиопередачу: «Леди и джентельмены, здесь капитнан. Пожалуйста, сядьте и оставайтесь на своих местах. У нас на борту бомба. Так что сядьте.» Зияд Джаррах, взявший на себя управление авиалайнером, возможно также, как и Мухаммед Атта, перепутал кнопки и случайно связался с диспетчерской, когда хотел сделать объявление заложникам.

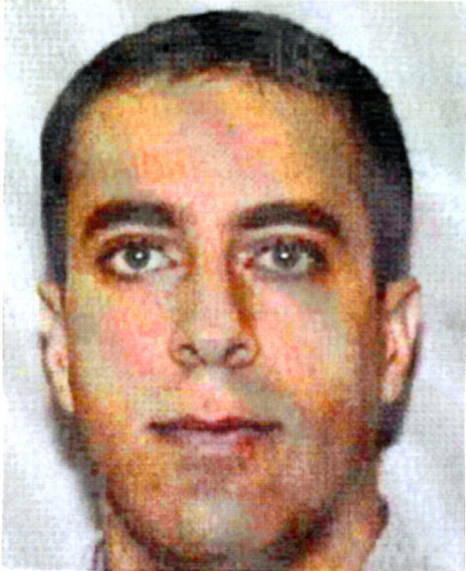
Зияд Джаррах, пилот-угонщик рейса UA 93

9:32: Авиадиспетчеры Кливленда считают, что радиопередачи с сигналом «Mayday» и сообщением о бомбе в самолёте исходили от рейса DL1989. Пилот данного рейса отрицает какое-либо вторжение в кабину.
Диспетчеры аэропорта Даллеса в Вирджинии наблюдают «цель на первичном обзорном радаре, двигающуюся с высокой скоростью в восточном направлении», относя это к рейсу 77.
9:33 – 9:34: Руководитель башни аэропорта Рейган сообщает центру Секретной Службы Белого дома: «В вашу сторону летит самолёт, который не выходит с нами на связь.» имея в виду рейс 77. Белый дом готовится к эвакуации, когда башня сообщает, что рейс 77 повернул, и заходит на посадку в аэропорт Рейган.
9:34: Командный центр ФАА передает штаб-квартире ФАА имеющуюся информацию о рейсе 93.
9:35: Кортеж президента покидает школу, направляясь в аэропорт Сарасоты, где находится президентский самолёт Air Force One.
ЮНа основе информации, что рейс 77 опять повернул и разворачивается в сторону Вашингтона, Секретная Служба принимает решение об эвакуации вице-президента из Белого дома.
9:35:09: Зияд Джаррах устанавливает на автопилоте курс на восток. Самолёт заннимает эшелон FL410 (12 500 метров).
9:36: Кливленд сообщает командному центру ФАА, что они по-прежнему наблюдают рейс 93 на радаре и предлагают связаться с военными, для того чтобы перехватить самолёт.
9:37: Вице-президент Чейни направляется в подземный бункер по туннелю.
В это же время Джереми Глик (англ. Jeremy Glick) звонит жене с рейса 93 и описывает угонщиков, как выходцев с Ближнего Востока или Ирана. Глик говорит, что трое из террористов надели красные банданы и с криками бросились в кабину пилотов. Также, по его словам, террористы показали какую-то коробку, заявив, что это бомба. Его, как и других пассажиров, согнали в заднюю часть салона. Жена рассказывает Глику о двух самолётах, врезавшихся в ВТЦ. К тому времени некоторые пассажиры уже знали об этом.
Томас Бернетт ещё раз звонит жене: «Парень, которого порезали ножом, умер... Я пытался помочь ему, но у него уже нет пульса.»
9:37:46: Самолёт Boeing 757-223 рейса AA 77 под управлением Хени Хенджора на скорости около 530 миль в час (850 км/ч) врезается в западное крыло здания Пентагона, отчего начинается сильный пожар. Это крыло Пентагона находится на ремонте, и большинство офисов в нём не заняты. Погибают все 64 человека на борту и 125 человек в здании.

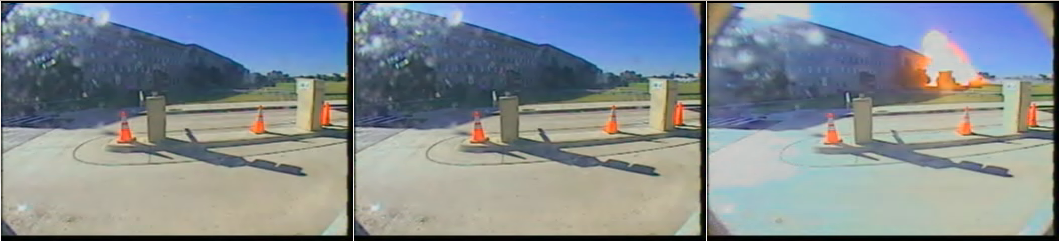
Момент тарана здания Пентагона

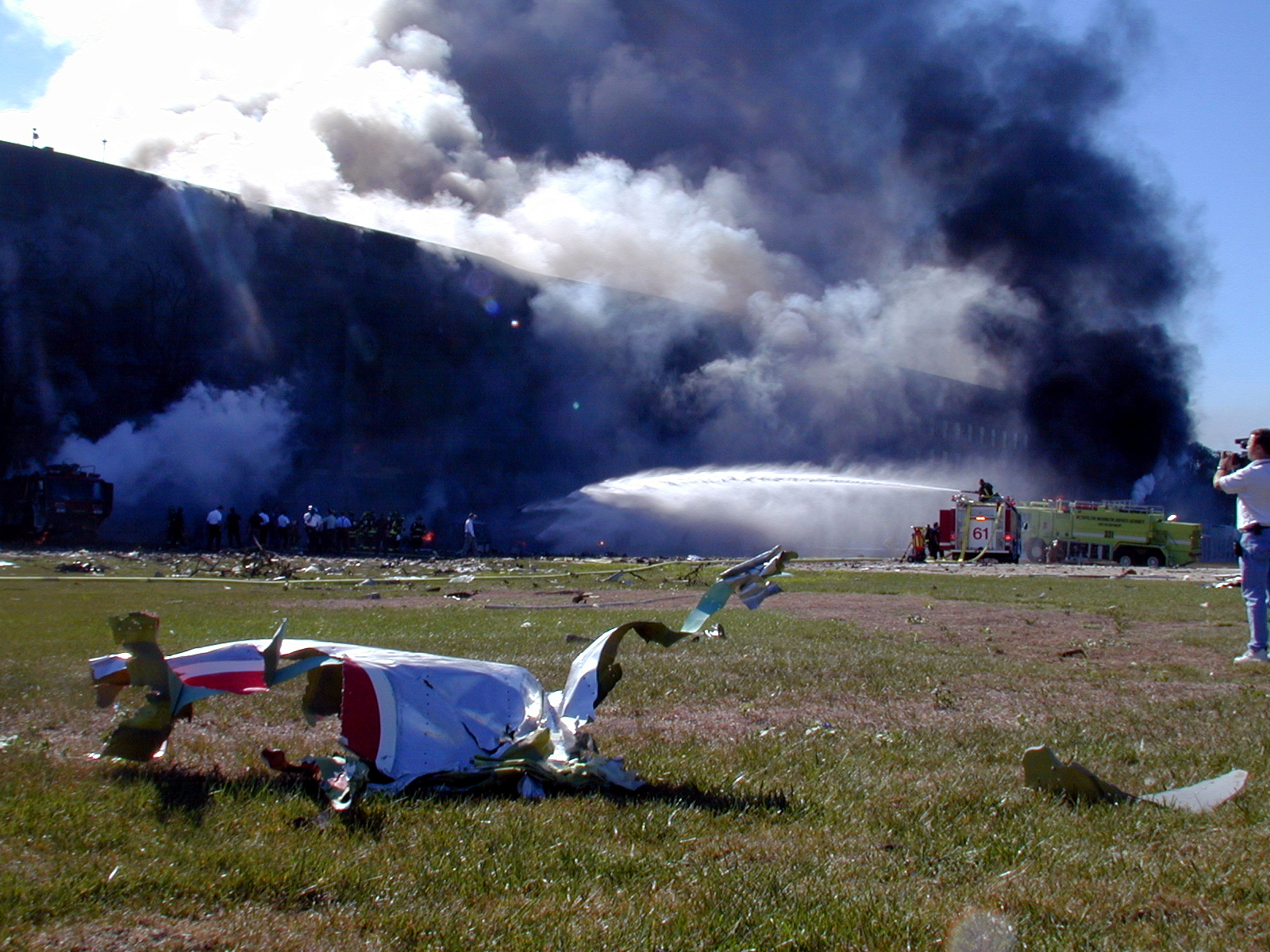
Обломки рейса AA 77 около здания Пентагона

Диспетчеры Вашингтонского аэропорта имени Даллеса обнаруживают лайнер незадолго до крушения на экранах радаров, когда он приближается к Вашингтону, быстро разворачиваясь и снижаясь; сперва диспетчеры думают, что это военный истребитель (из-за высокой скорости и маневрирования). Диспетчеры аэропорта имени Рональда Рейгана просят пилотов пролетающего  неподалёку C-130 ВВС Нацгвардии США идентифицировать самолёт и отследить его полёт. Пилот C-130, подполковник Стивен О'Брайен (англ. Steven O'Brien) говорит, что это Boeing 757 или 767, и что его серебристый фюзеляж означает, что он, вероятно, принадлежит American Airlines. О'Брайен видит огромный огненный шар, подлетает к Пентагону и, видя чёрный столб дыма над западным крылом здания, сообщает диспетчерам: «Похоже, этот самолёт врезался в Пентагон, сэр.»
9:39:11: Ещё одно радиосообщение с рейса 93 голосом Зияда Джарраха: «Эй, это капитан. Я хотел бы сказать вам оставаться на местах. Здесь на борту бомба, и мы возвращаемся в аэропорт, и у нас есть требования. Так что, пожалуйста, сохраняйте спокойствие.»
9:39: NBC и MSNBC сообщают о взрыве в Пентагоне.
9:41: NORAD узнаёт о подозрительном рейсе 1989.
9:41:15: Ричард Дрю фотографирует человека, падающего из башни ВТЦ вниз головой. Впоследствии фотография станет известна под названием «Падающий человек» (англ. The Falling Man).

9:42: ФАА приказывает всем самолётам приземлиться в ближайших аэропортах.
9:43: Белый дом и Капитолий эвакуируются и закрываются.
Пассажир рейса 93 Тодд Бимер (англ. Todd Beamer) связывается с оператором телефонной компании GTE Лайзой Джефферсон и сообщает, что оба пилота лежат на проходе в первом классе, скорее всего, уже мёртвые. Бимер просит Джефферсон связаться с его женой Лизой (англ. Lisa Beamer) и передать, что он любит её и детей.
9:44: Томас Бернетт в ходе очередного разговора с женой высказывает сомнения в том, что бомба у угонщиков настоящая.
9:45: Воздушное пространство США закрыто. Гражданским самолётам запрещено взлетать, и все самолёты, находящиеся в воздухе, направляются в ближайшие аэропорты для немедленной посадки. Все международные рейсы, направляющиеся в США, перенаправляются в Канаду, которая также закрывает своё воздушное пространство. ФАА США сообщает, что все гражданские полёты будут запрещены как минимум до полудня следующего дня. Запрет продолжает действовать до 14 сентября. Полёты военных самолётов продолжаются, так же как полёты медицинского воздушного транспорта.
9:47: Джереми Глик сообщает своей жене, что пассажиры собираются напасть на террористов и отбить самолёт.
Стюардесса Сиси Лайс (англ. CeeCee Lyles) звонит своему мужу: «Привет, милый. Я... Милый, ты должен выслушать меня внимательно. Я сейчас в захваченном самолёте. Я в самолёте, звоню с самолёта. Хочу сказать, что люблю тебя. Пожалуйста, передай детям, что я их очень сильно люблю. Мне очень жаль, милый. Даже не знаю, что сказать, их трое, они захватили самолёт. Я пытаюсь сохранять спокойствие... Мы развернулись, и я слышала, что три самолёта уже врезались во Всемирный Торговый Центр. Надеюсь, что я снова смогу увидеть тебя, милый! Я люблю тебя. Пока...»
В это же время самолёт Boeing 767-332ER рейса DL 1989, ошибочно заподозренный в угоне, совершает посадку в международном аэропорту Кливленда. Аэропорт эвакуирован и оцеплен ФБР и группой спецназа.
9:49: Командный центр ФАА запрашивает штаб-квартиру ФАА о принятии решения на запрос о военном вмешательстве в ситуацию с рейсом 93. Федеральное управление гражданской авиации США не принимает такого решения до самого падения самолёта.
9:50 (приблизительно): Агентство Associated Press сообщает, что рейс 11 вероятно был захвачен после вылета из Бостона.
9:52: Агентство национальной безопасности перехватывает телефонный разговор между известным приближенным Усамы бен Ладена в Афганистане и «кем-то в Грузии», в котором сообщается о «хороших новостях», а также о том, что осталась ещё одна цель.
Вертолёт пожарного департамента сообщает по радио, что большие части Южной башни на верхних этажах «находятся в подвешенном состоянии» и могут упасть.
9:53: CNN подтверждает попадание самолёта в Пентагон.
9:54: В 911 звонит Кевин Косгроув (англ. Kevin Cosgrove), находящийся на 105 этаже южной башни. Звонок длится 5 минут.
9:55: Air Force One вылетает из Сарасоты.
9:56: Тодд Бимер в ходе разговора с оператором Лайзой Джефферсон говорит, что они собираются напасть на террориста с бомбой. По окончании разговора, Джефферсон услышала, как Бимер обратился к пассажирам: «Вы готовы? Хорошо, погнали!»
9:57: Начинается восстание пассажиров захваченного рейса 93. После того, как они узнали об атаках на ВТЦ и поняли, что их самолёт также захвачен смертниками, многие проголосовали за сопротивление. Пассажиры нападают на угонщиков и пытаются попасть в кабину пилотов.
В это же время президент Буш покидает Сарасоту на Air Force One. Самолёт набирает высоту и кружит примерно 40 минут, пока принимается решение о направлении дальнейшего движения.
9:58:57: Зияд Джаррах кричит другому угонщику, находящемуся в кабине пилотов (вероятнее всего, Саиду аль-Гамди, т. к. он называл одного из сообщников Саидом): «Они хотят попасть сюда. Держи, держи изнутри. Держи изнутри. Держи.» Это слышно на записях речевого самописца. Джаррах пытается сбить пассажиров с ног, раскачивая лайнер влево и вправо.
9:59:04: Южная башня ВТЦ полностью разрушается через 55 минут и 51 секунду после попадания в неё рейса 175. Это разрушение наблюдает в прямом эфире весь земной шар. Нижний Манхэттен закрывают огромные облака пыли.

Момент обрушения Южной башни

Вид с северо-востока на разрушающуюся Южную башню

На записи звонка от Кевина Косгроува слышны его последние слова: «...Мы смотрим на Финансовый центр. Нас трое, два разбитых окна.» Затем раздаётся грохот, свидетельствующий о разрушении здания, и Косгроув кричит «О боже!» В этот момент звонок прерывается.
9:59:52: Джаррах меняет тактику и раскачивает лайнер вверх и вниз.

### 10:00
10:00:03: Зияд Джаррах стабилизирует лайнер.
10:00:08: Джаррах спрашивает: «Это всё? Может, покончим с этим?» Аль-Гамди отвечает: «Нет. Ещё нет. Как они все придут, тогда и покончим с этим.»
10:00:26: Кто-то из пассажиров кричит: «В кабину! Если мы этого не сделаем, мы умрём!»
10:00:41: Кто-то в пассажирском салоне кричит: «Кати!». Параллельно раздаются звуки, указывающие на использование пассажирами развозной тележки в качестве тарана двери в кабину пилотов.
10:01: Командный центр ФАА уведомляет штаб-квартиру ФАА что пролетающий самолёт наблюдал, как рейс 93 «качал крыльями». Предположительно, в кабине происходит борьба между заложниками и угонщиками.
10:01:00: Зияд Джаррах прекращает резкие манёвры, несколько раз читает такбир, затем спрашивает Саида аль-Гамди: «Это всё? Я имею ввиду, теперь опустим его?». Последний отвечает: «Да, вдави эту штуку и направь вниз.»
10:02: В бункере вице-президента принимают рапорт Секретной Службы о том, что к Вашингтону приближается самолёт, и он, возможно, захвачен. Речь идет о рейсе 93.
10:02:23: Аль-Гамди кричит Джарраху: «Опускай его! Опускай его!» После этого Джаррах, продолжая выкрикивать такбир, поворачивает штурвал вправо до упора, лайнер сваливается в штопор и начинает неуправляемое пикирование, затем переворачивается.
10:03 (приблизительно): Национальный Военный Командный Центр получает известие из Белого дома о захвате рейса 93.
10:03:11: Самолёт Boeing 757-222 рейса UA 93 под управлением Зияда Джарраха на скорости около 563 мили в час (906 км/ч) врезается в поле в 129 км к юго-востоку от Питтсбурга и в 3 километрах от Шанксвилла (округ Сомерсет, штат Пенсильвания). Столкновение с землёй происходит в перевёрнутом положении лайнера под углом пикирования около 40°. Предположительно, целью угонщиков рейса 93 было здание Капитолия или Белого дома. Комиссия 9/11 считает, что террористы, поняв, что пассажиры скоро ворвутся в кабину, решили направить самолёт в землю. Некоторые свидетели позже сообщали о белом самолёте, похожем на военный истребитель, который кружил над местом падения через несколько минут после катастрофы. Частично это оказалось правдой, это был частный самолёт, получивший от диспетчерской службы запрос на пролёт над местом падения с целью его осмотра.

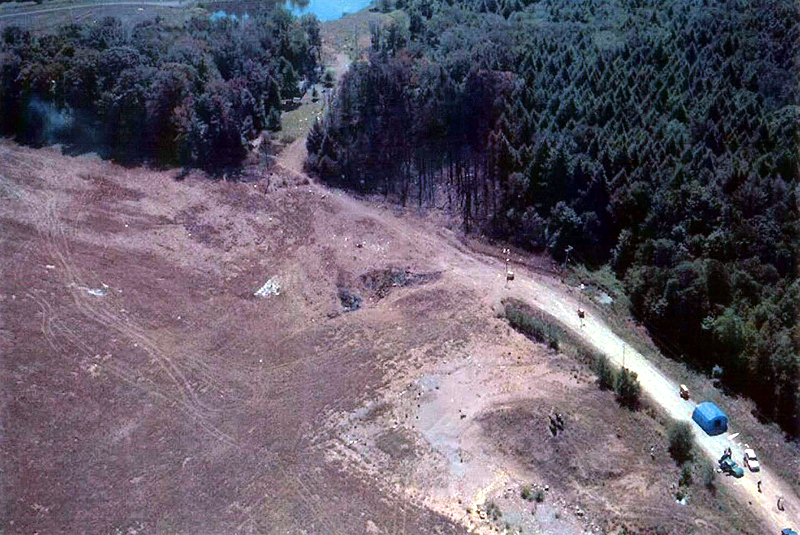
Место катастрофы рейса UA 93

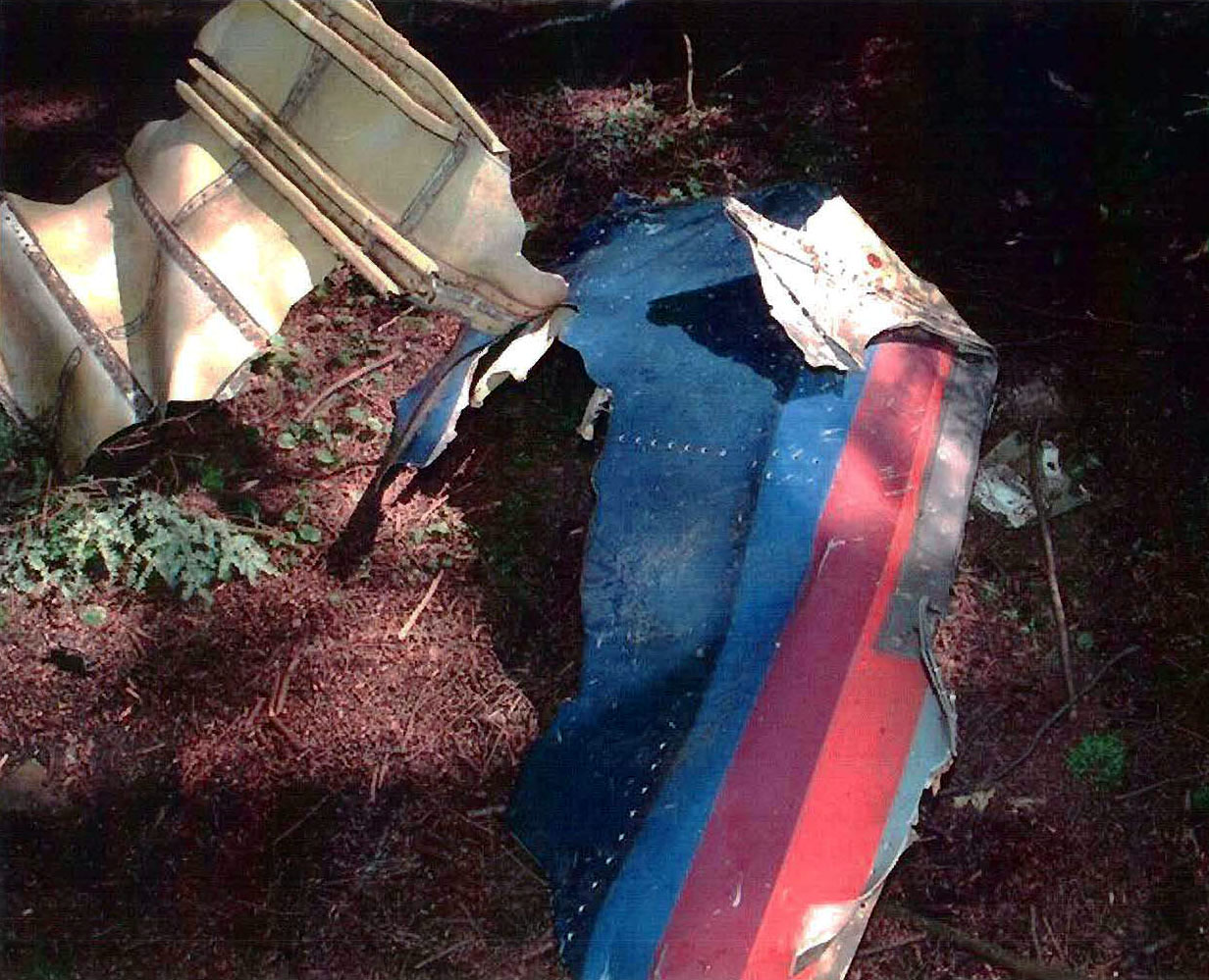
Обломки рейса UA 93

10:05: CNN первый раз сообщает, что Усама бен Ладен может быть замешан в этих атаках.
10:07: Восточный Сектор ПВО, в распоряжении которого находятся истребители над Вашингтоном, впервые получает сообщение о захвате рейса 93.
10:08: Командный центр ФАА сообщает в штаб-квартиру ФАА, что рейс 93, возможно, упал около Джонстона в Пенсильвании.
10:10: Обрушение крыла здания Пентагона.

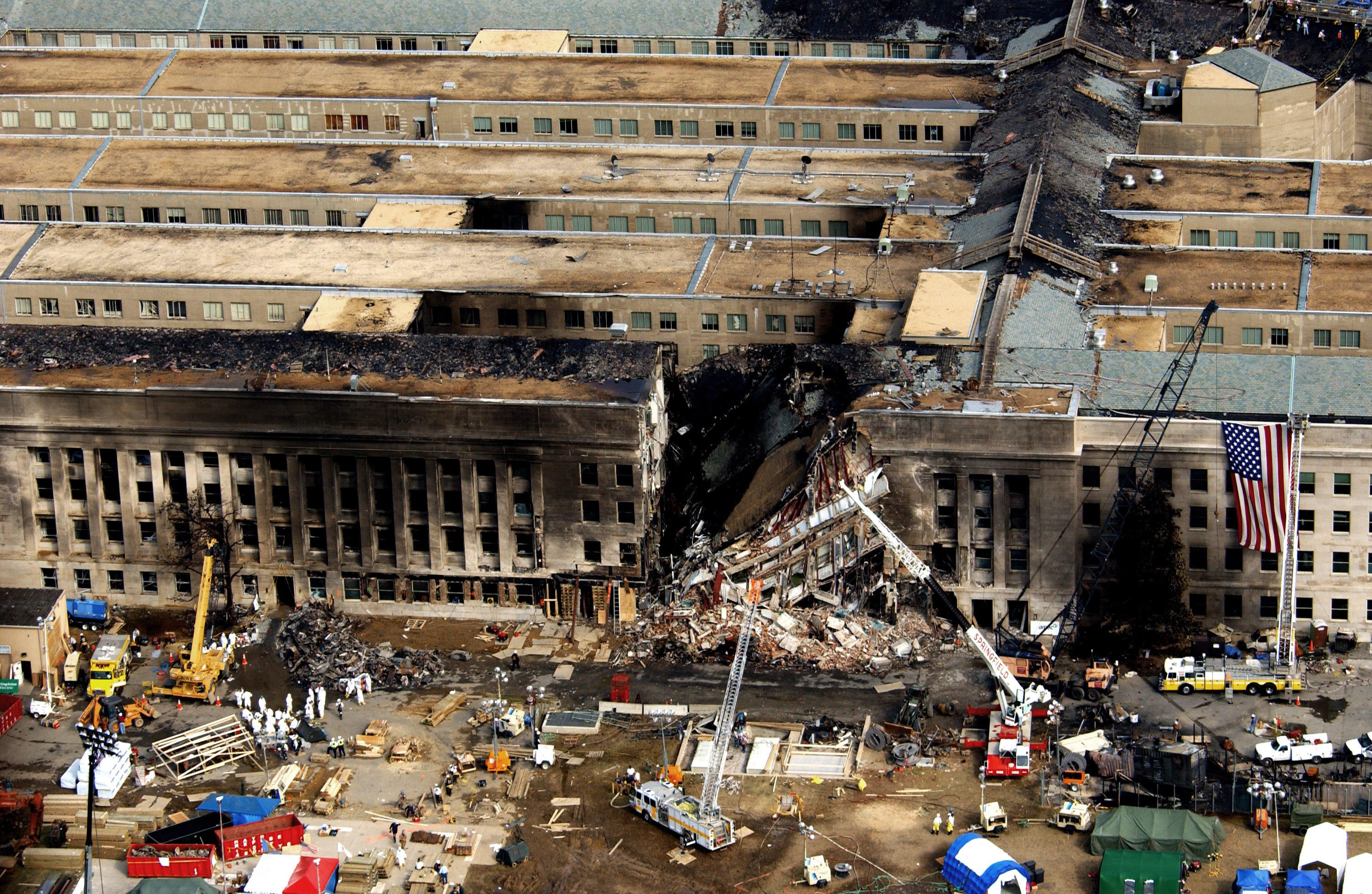
Разрушенное западное крыло Пентагона

Восточный Сектор ПВО запрещает пилотам истребителей над Вашингтоном открывать огонь.
10:10 — 10:15 (приблизительно): Вице-президент Чейни, не зная о падении рейса 93, даёт разрешение военным на перехват и сбивание приближающегося к Вашингтону самолёта. Так как радарный контакт с самолётом к тому времени был утерян, решение принимается на основе предположений о его направлении и скорости.
10:13: Эвакуируется комплекс зданий ООН в Нью-Йорке.
10:15 (приблизительно): Демократический фронт освобождения Палестины берёт на себя ответственность за произошедшие атаки, но это опровергается одним из руководителей фронта в этот же день.
10:17: Командный центр ФАА подтверждает крушение рейса 93.
10:20: С вертолёта пожарного департамента сообщают, что верхние этажи Северной башни могут быть неустойчивы.
10:21: Сообщается, что покосился юго-восточный угол башни, и что здание начинает клониться в южную сторону.
10:23: Агентство Associated Press сообщает о взрыве бомбы в машине у здания Госдепартамента США в Вашингтоне. Это и несколько других подобных сообщений быстро опровергаются.
10:24: Два человека, выходивших из Южной башни через подземный торговый центр в тот момент, когда башня разрушилась, смогли выбраться на поверхность через десятиметровый слой обломков.
10:27: С вертолёта пожарного департамента приходит сообщение, что крыша Северной башни может обрушится в любую минуту.
10:28:25: Северная башня ВТЦ полностью разрушается через 1 час, 41 минуту и 51 секунду после крушения в неё самолёта. Из-за полного разрушения лестничных колодцев в зоне попадания самолёта, никто из оказавшихся на верхних этажах, не выживает. Отель Мариотт (3 WTC), находящийся между Башнями-близнецами, также полностью разрушен. Разрушение второй башни также показано в прямом эфире.

Момент обрушения Северной башни

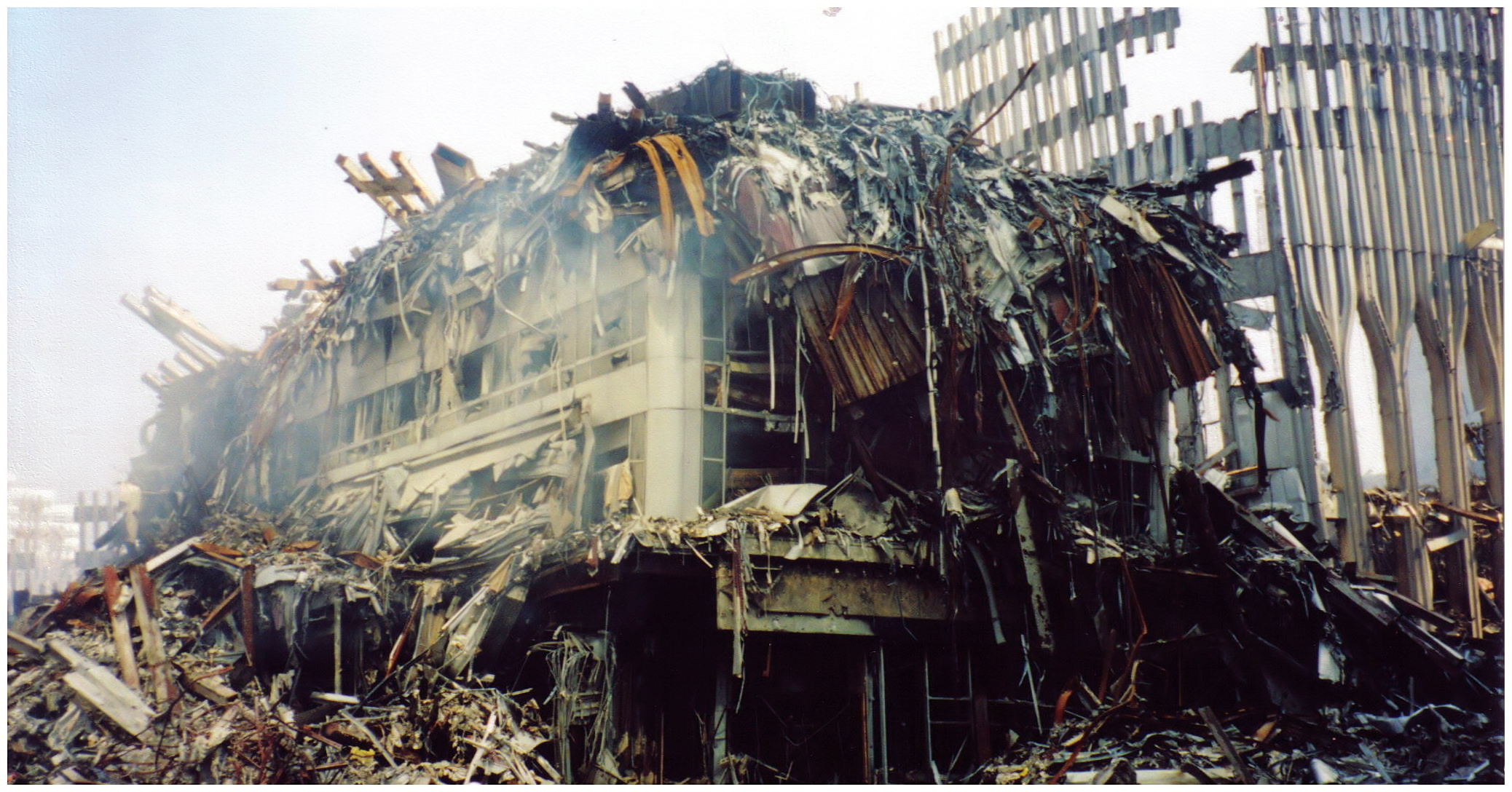
Разрушенный отель Мариотт (ВТЦ 3). На заднем плане часть стены Южной башни.

10:31: NORAD впервые сообщает в Восточный Сектор ПВО о разрешении вице-президента сбивать самолёты.
10:35: Air Force One берёт курс на авиабазу Бэрксдейл в Луизиане.
10:37: Агентство Associated Press сообщает, что официальные лица в аэропорту Сомерсета подтвердили падение большого самолёта в западной Пенсильвании.
10:39: Подозревается, что ещё один захваченный лайнер направляется в Вашингтон. F-15 направляются на патрулирование воздушного пространства над Вашингтоном и Нью-Йорком, получив приказ сбивать все потенциально опасные самолёты, которые не подчиняются приказам по радио. Приказ, изначально отданный Чейни, подтверждается Бушем. Впоследствии оказывается, что подозреваемым самолётом на самом деле был медицинский вертолёт, направлявшийся в Пентагон.
10:43: CNN сообщает о том, что начинается массовая эвакуация Вашингтона и Нью-Йорка. Несколькими минутами позже мэр Нью-Йорка отдает приказ об эвакуации Нижнего Манхэттена.
10:50: Из-за пожара обрушилось пять этажей здания Пентагона.
10:53: Выборы мэра Нью-Йорка отменены.

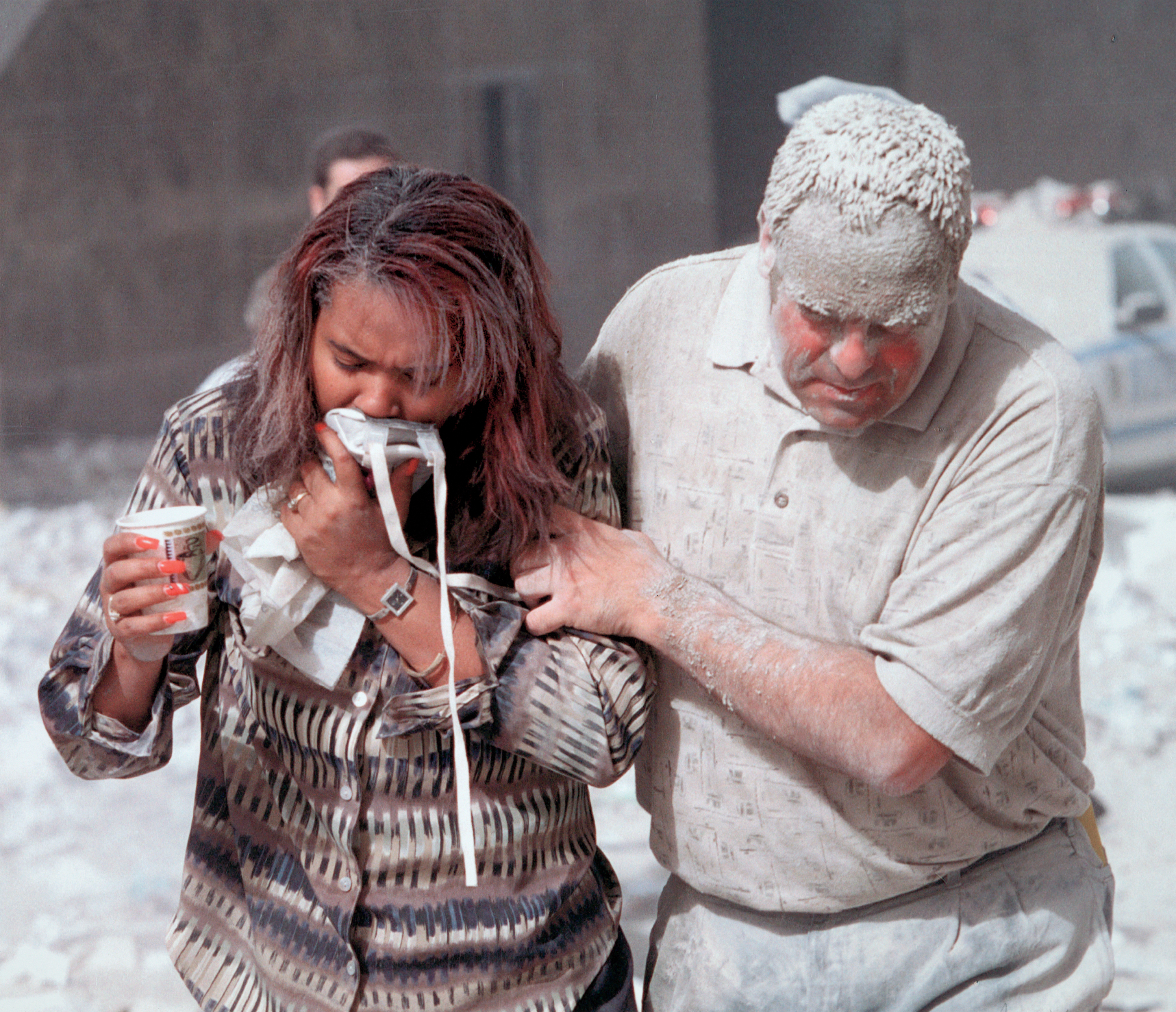
Двое выживших покрыты пылью после обрушения башен.

### 11:00
11:05: Федеральное управление гражданской авиации США подтверждает, что кроме American Airlines рейс 11 было захвачено ещё несколько авиалайнеров.
11:08: Пилот самолёта Boeing 747-4B5, выполнявшего рейс Korean Air 85 (маршрут Сеул—Анкоридж—Нью-Йорк; 215 человек на борту) вводит буквы «HJK» (чуть раньше пилоты обсуждали произошедшие теракты между собой и ввели в систему ACARS эти буквы, означающие, что самолёт угнан), хотя самолёт не был захвачен. Позже станет известно, что это произошло из-за ошибки в переводе. Авиадиспетчеры приказали пилотам поменять сигнал транспондера, и они сделали это.

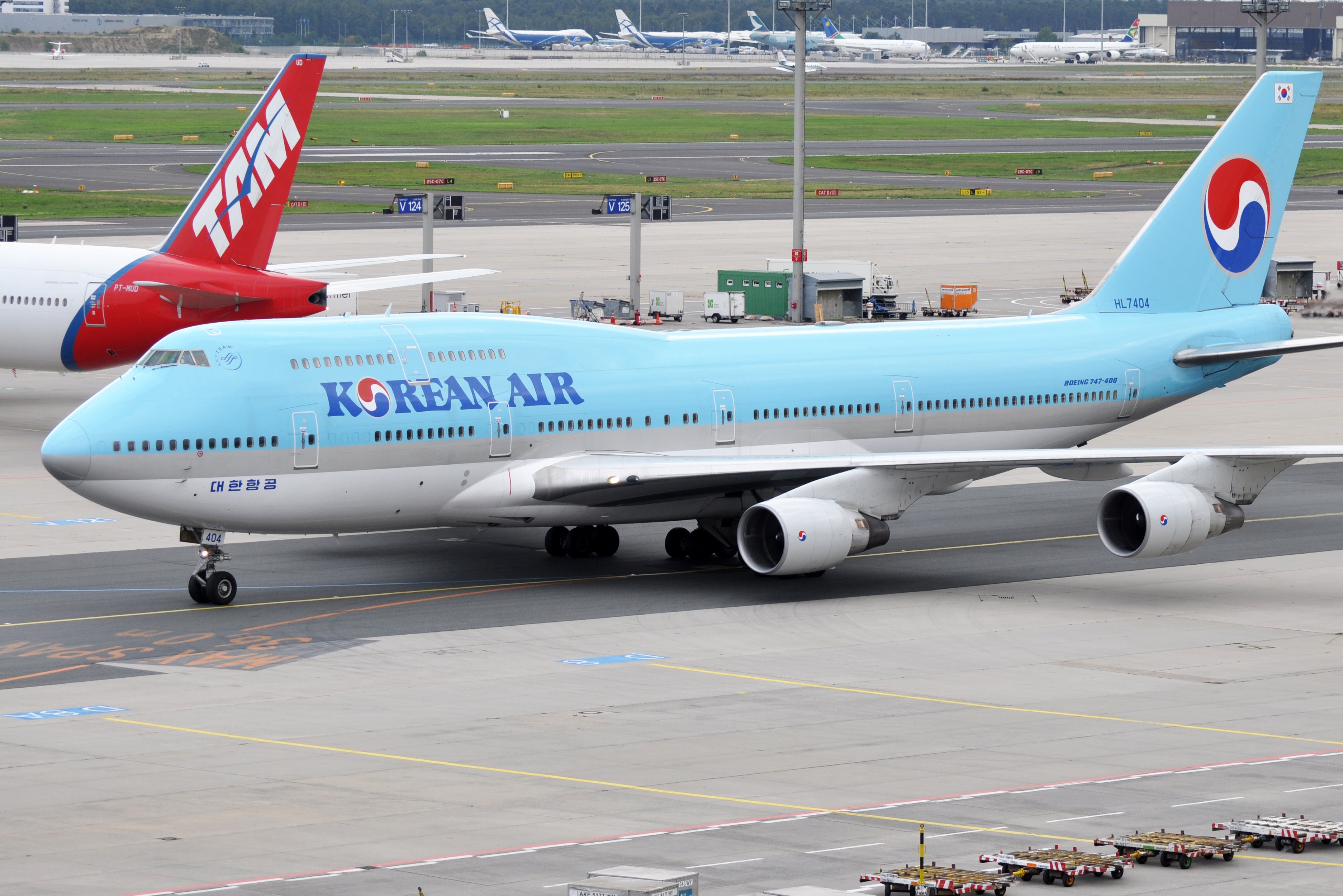
Самолёт Boeing 747-4B5

11:16: American Airlines подтверждает потерю двух самолётов.
11:26: United Airlines подтверждает потерю рейса 93.
11:53: United Airlines подтверждает потерю рейса 175.
11:55: Граница между США и Мексикой приводится в состояние повышенной готовности, но не закрывается.

### 12:00
12:00: Представители ARINC уведомляют NOARD об использовании кода захвата, имея ввиду рейс KE 85.
12:01 (приблизительно): Четырнадцать человек, включая двенадцать пожарных, находившихся на лестнице Северной башни в момент её падения, выходят на поверхность.
12:04: Международный аэропорт Лос-Анджелеса закрыт.
12:15: Международный аэропорт Сан-Франциско закрыт.
12:15 (приблизительно): В воздушном пространстве США более нет ни одного коммерческого или частного самолёта.
12:30 (приблизительно): Госсекретарь США Колин Пауэлл вылетает из Перу в Вашингтон.
12:39: Сенатор Джон Маккейн, выступая по CNN, характеризует атаки как «военный акт».
12:51: Правительство Талибана в Афганистане осуждает террористические акты.

### 13:00
13:00: В небо поднимаются истребители для сопровождения рейса 85, заподозренного в угоне.
13:00 (приблизительно): В Пентагоне продолжается борьба с пожаром. Национальный Военный командный Центр эвакуирован из здания из-за дыма.
13:04: Президент Буш поднимает уровень готовности вооружённых сил до статуса «Дельта».
13:24: По запросу авиадиспетчеров, пилоты рейса 85 меняют сигнал транспондера на четырёхзначный универсальный код для захваченных самолётов – 7500.
13:27: Мэр Вашингтона объявляет чрезвычайное положение, в город прибывает национальная гвардия.

### 14:00

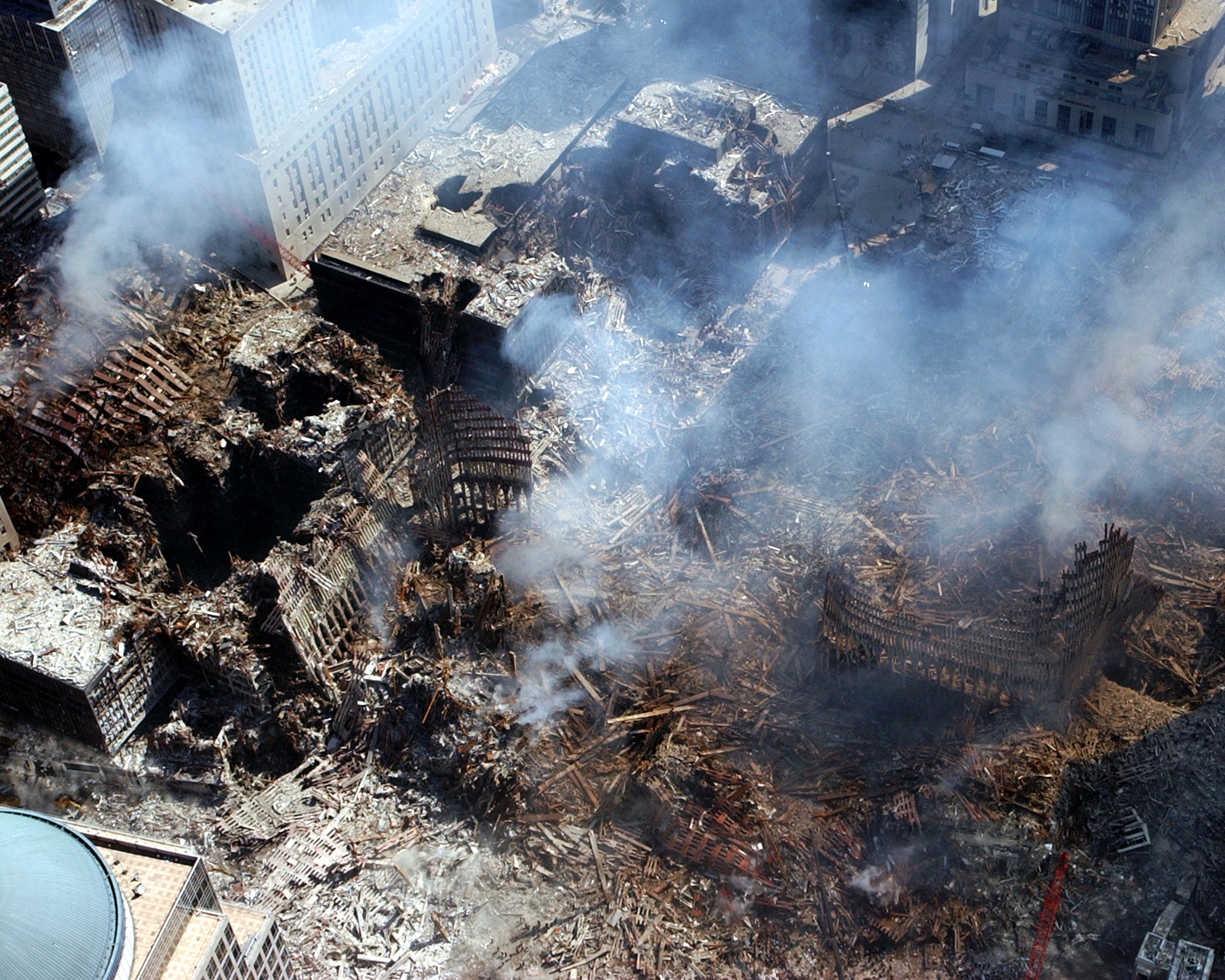
Руины Южной башни (справа) и Северной башни (слева), а также других зданий Всемирного торгового центра

14:39: Мэр Нью-Йорка Рудольф Джулиани на вопрос о количестве жертв отвечает: «Больше, чем вы можете вынести».
14:50: Президент Буш прибывает на военно-воздушную базу Оффатт, Белвью, штат Небраска чтобы созвать телеконференцию Совета национальной безопасности США через Стэтком бункер (US Statcom bunker).
14:54: Самолёт Boeing 747-4B5 рейса KE 85 совершает посадку в аэропорту имени Нильсена в Уайтхорсе (Канада). Перед посадкой были эвакуированы все школы и большие здания в городе. Авиалайнер встречают представили Королевской Канадской конной полиции.

### 15:00
15:00 (приблизительно): Паскаль Бузелли, который находился на лестнице северной башни в момент её разрушения, приходит в себя лежащим на куче обломков. У него сломана нога и порваны плечевые связки.

### 16:00
16:00: Национальные каналы новостей сообщают о том, что официальные лица называют Усаму бен Ладена «подозреваемым номер один».
16:25: New York Stock Exchange, NASDAQ, и Американская фондовая биржа сообщают о том, что они останутся закрытыми до 12 сентября.
16:36: Президент Буш покидает авиабазу Аффет на Air Force One и направляется в Вашингтон.

### 17:00
17:20: Обрушается 47-этажное здание Всемирного торгового центра 7 (также известное как Salomon Bros. Building), получившее многочисленные повреждения во время падения башен-близнецов.

Момент обрушения ВТЦ 7

### 18:00
18:00: CNN и BBC сообщают о взрывах и перестрелках в Кабуле. Позже Северный альянс, ведущий войну с талибами, сообщает о том, что его вертолёты атаковали Кабульский Аэропорт.
Конгрессмены собираются на ступенях Капитолия, и исполняют «God Bless America».
Иракское государственное телевидение заявляет, что атаки стали «плодом американских преступлений против человечности».
Последний самолёт, следовавший в США, приземляется в аэропорту Ванкувера после перелёта над Тихим океаном.
18:54: Президент Буш прибывает в Белый дом.

### 19:00
19:00: Продолжаются попытки обнаружить выживших в завалах на месте башен ВТЦ. В работах принимают участие полицейские, пожарные и многочисленные добровольцы.
19:30: Правительство США отрицает какую-либо причастность к взрывам в Кабуле.

### 20:00
20:00 (приблизительно): Офицер полиции Уилл Джимено, который находился в подземном коридоре между башнями, найден живым в обломках. Примерно через три часа он был извлечён из них.
20:30: Президент Буш обращается к нации из Белого дома.
Как Буш говорит, члены Конгресса (CNN) высказали, что в ходе закрытых брифингов с высокопоставленными должностными лицами администрации, они ответили, что у администрации достаточно доказательств, чтобы они могли быть уверены, что эти нападения — работа Усамы бен Ладена и «Аль-Каиды», которые объединились в террористическую сеть.

### 21:00
21:00: Президент Буш встречает Совет национальной безопасности, а затем примерно через полчаса идёт встреча с небольшой группой ключевых советников. Буш и его советники имеют доказательства того, что Усама бен Ладен причастен к этим нападениям. Директор ЦРУ Тенет говорит, что Аль-Каида и талибы в Афганистане, по сути одно и то же. Буш говорит: «Скажи талибам: мы закончили с ними».

### 22:00
22:00: Поступают сообщения о том, что в завалах осталось много выживших, которые совершают телефонные звонки по мобильным телефонам. Впоследствии эти сообщения оказались ошибочными, только ещё два человека были найдены живыми на следующий день, 12 сентября, и они не совершали телефонных звонков.

### 23:00
23:30: Перед тем, как лечь спать, Буш делает запись в своём дневнике: «Сегодня был Перл-Харбор XXI века… Мы думаем, что это Усама бен Ладен».